# Ciclo de María de Médici
El ciclo de María de Médici es una colección de veinticuatro pinturas obra de Pedro Pablo Rubens comisionadas en el otoño de 1621 por María de Médici, viuda de Enrique IV de Francia, para el Palacio de Luxemburgo. Tras negociar los términos del contrato a principios de 1622, el proyecto fue completado por el pintor en Amberes en 1625, coincidiendo con el matrimonio entre Enriqueta María de Francia y Carlos I de Inglaterra. Veintiuna pinturas muestran las tribulaciones y triunfos de María, mientras que las tres restantes consisten en retratos de ella misma y de sus padres. La colección se exhibe actualmente en el ala Richelieu del Museo del Louvre, en París.

## Comisión
Existe mucha especulación sobre las circunstancias exactas bajo las cuales María de Médici decidió encargar a Rubens la elaboración de «tan grandioso proyecto, concebido en proporciones verdaderamente heroicas». John Coolidge sugiere que el ciclo fue probablemente comisionado para rivalizar con otra famosa colección de pinturas de Rubens, La historia de Constantino, la cual el artista ejecutó al mismo tiempo que los primeros cuadros del ciclo de María de Médici. Se ha sugerido también que Rubens llevó a cabo un número de estudios al óleo a petición de Luis XIII, hijo de María de Médici y sucesor al trono, lo que posiblemente influenció a la reina a la hora de tomar la decisión de encargar las pinturas a finales de 1621. La representación de su vida, no obstante, parece ser la razón más aparente para que María escogiese hacer el encargo a un pintor capaz de ejecutar un trabajo semejante. Rubens ya se había establecido como un pintor excepcional, gozando de la ventaja de poseer lazos cercanos con diversas personalidades del momento, como la hermana de María de Médici, esposa de uno de los patrones más importantes del artista, el duque de Gonzaga. La información sobre el encargo en el contrato firmado por Rubens contiene pocos detalles, centrándose principalmente en el número de cuadros del ciclo dedicados a la vida de la reina, siendo poco específico en lo relativo al ciclo de su esposo. El contrato establecía que el pintor realizaría todas las figuras, lo que presumiblemente le permitió emplear a asistentes para la ejecución de los fondos y los detalles.

## Cuadros
Originalmente las pinturas fueron colgadas en orden cronológico en el sentido de las agujas del reloj, decorando las paredes de una sala de espera ubicada en la primera planta del Palacio de Luxemburgo. Coolige afirma que María había visionado estas pinturas para ser estudiadas alternativamente de izquierda a derecha con el fin de que el espectador tuviese que cruzar la galería. Coolige sostiene además que María visionó los cuadros como parejas y después como conjuntos. Por lo tanto, la biografía visual de María estaría dividida en tres grupos: infancia, vida como reina casada, y regencia como viuda. Todas las pinturas tienen la misma altura aunque varían en anchura con el fin de ajustarse a las dimensiones de la habitación a la que estaban destinadas. Las dieciséis obras que cubrían los largos muros de la galería miden aproximadamente cuatro metros de alto por tres de ancho, mientras que las tres pinturas grandes al final de la sala miden cuatro metros de alto por siete de ancho.
En un principio, el espectador habría entrado a la galería desde la esquina suroeste. Las obras más visibles desde este ángulo eran La coronación en Saint-Denis y La muerte de Enrique IV y la proclamación de la regencia. El ciclo empezaba en el muro de la entrada, mostrando las imágenes de la infancia de María y su matrimonio con Enrique IV. Cuatro de estas imágenes estaban dedicadas al matrimonio, posiblemente por el hecho de que la boda de María a una edad tan relativamente avanzada (veintisiete años) era visto como una rareza en una mujer. La primera mitad del ciclo terminaba con una representación de María siendo coronada. La pared opuesta a la entrada presentaba una imagen del asesinato y la ascensión de Enrique IV así como la proclamación de la regencia. A partir de aquí, la segunda mitad empezaba mostrando los periodos más controvertidos del reinado de María, como por ejemplo el altercado y la posterior reconciliación con su hijo, temas que la propia María encargó pintar a Rubens para la galería. El periodo histórico que abarca la temática de las pinturas fue una época convulsa en la cual Rubens buscó no ofender a la monarca, motivo por el que recurrió a alusiones mitológicas, referentes emblemáticos, personificaciones de vicios y virtudes y analogías religiosas para encubrir y en ocasiones heroificar acontecimientos ambiguos. En este contexto, la aproximación de Rubens a la verdad histórica fue selectiva o incluido deshonesta, si bien el artista nunca fue historiador en el sentido moderno de la palabra. Por lo tanto, el ciclo de María de Médici no constituye un registro exacto, sino una transformación poética.

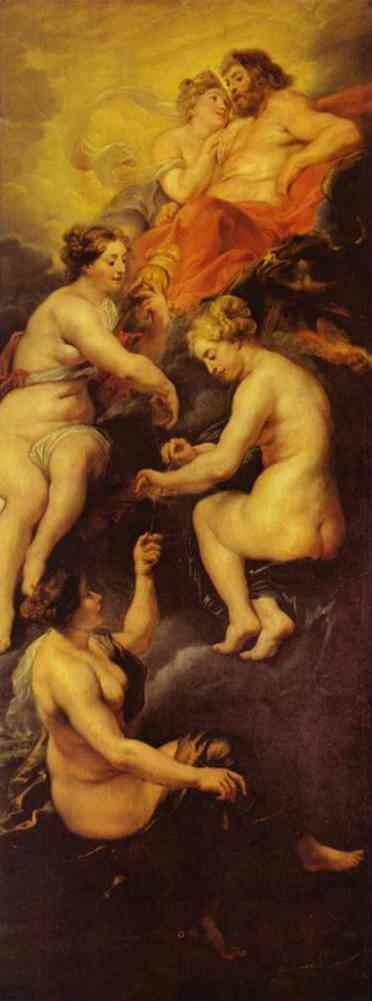
El destino de María de Médici

Como fuente narrativa para la realización de la obra, Rubens empleó géneros antiguos de escritura en los cuales la monarquía y el buen gobierno eran objeto de exploración, siendo dicho género denominado «panegírico». Los panegíricos eran escritos normalmente durante un acontecimiento político relevante, como el nacimiento de un príncipe, y eran empleados con el fin de exaltar las cualidades y los ancestros de un gobernante. La estructura formal de los panegíricos detallan el linaje, nacimiento, educación y vida del individuo en cuestión, siguiendo Rubens esta estructura al ejecutar las pinturas sobre María de Médici.
El precio de la colección fue de aproximadamente 24.000 florines para los 292 metros cuadrados de la sala, lo que supuso 82 florines por metro cuadrado.

### El destino de María de Médici
La primera pintura del ciclo narrativo, El destino de María de Médici, constituye una elaborada composición de las tres Parcas situadas sobre nubes bajo las figuras celestiales de Juno y Júpiter. Las Parcas aparecen representadas como diosas desnudas dotadas de una gran belleza hilando el destino de María de Médici; su presencia en el nacimiento de María asegura su prosperidad y éxito como gobernante, lo cual se muestra claramente en el resto de cuadros de la colección. En las mitologías griega y romana, una de las Parcas elabora el hilo, otra mide su longitud, y la tercera lo corta. En la representación de Rubens, las tijeras necesarias para cortar el hilo son omitidas, subrayando así el carácter privilegiado e inmortal de la vida de María. El último cuadro del ciclo, en consonancia con este tema, ilustra a María alcanzando su lugar como reina del Cielo, habiendo logrado el objetivo de la inmortalidad a través de la fama eterna.
Interpretaciones tempranas explican la presencia de Juno gracias a su identidad como diosa de la maternidad. No obstante, interpretaciones posteriores sugieren que Rubens empleó a Juno como la representación del alter ego de María. Por su parte, Júpiter constituye una alegoría de Enrique IV, famoso por su promiscuidad.

### El nacimiento de la princesa

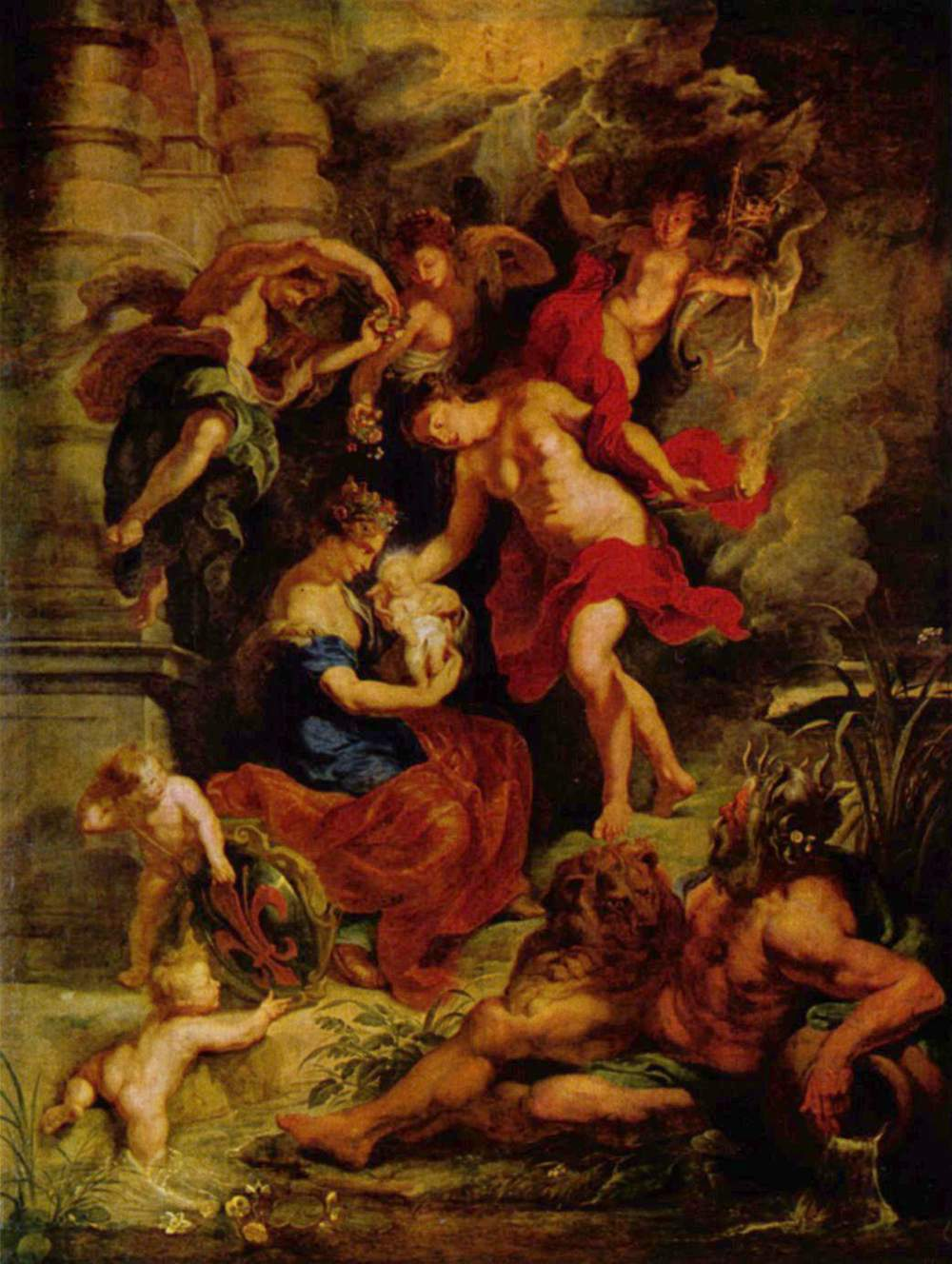
El nacimiento de la princesa

El segundo cuadro, El nacimiento de la princesa, representa el nacimiento de María el 26 de abril de 1573. Varios símbolos y alegorías hacen acto de presencia a lo largo de la pintura. A la izquierda, dos putti juegan con un medallón en el cual aparece el escudo de la familia Médici, sugiriendo que el Cielo ha favorecido a la joven María desde su nacimiento. El dios del río situado en la esquina inferior derecha constituye posiblemente una alusión al río Arno, el cual transcurre a lo largo de Florencia, ciudad natal de María. La cornucopia situada sobre la cabeza de la recién nacida puede ser interpretada asimismo como un presagio de su gloria y fortuna, mientras que el león probablemente simboliza el poder y la fuerza. El halo brillante alrededor de la cabeza de María no debe ser visto como una referencia al imaginario cristiano; en su lugar, debe ser interpretado acorde con la iconografía imperial la cual emplea el halo como indicativo de la naturaleza divina y del futuro reinado de María. Pese a haber nacido bajo el signo de Tauro, Sagitario es quien aparece en la pintura, debiendo ser visto, probablemente, como guardián del poder imperial.

### La educación de la princesa

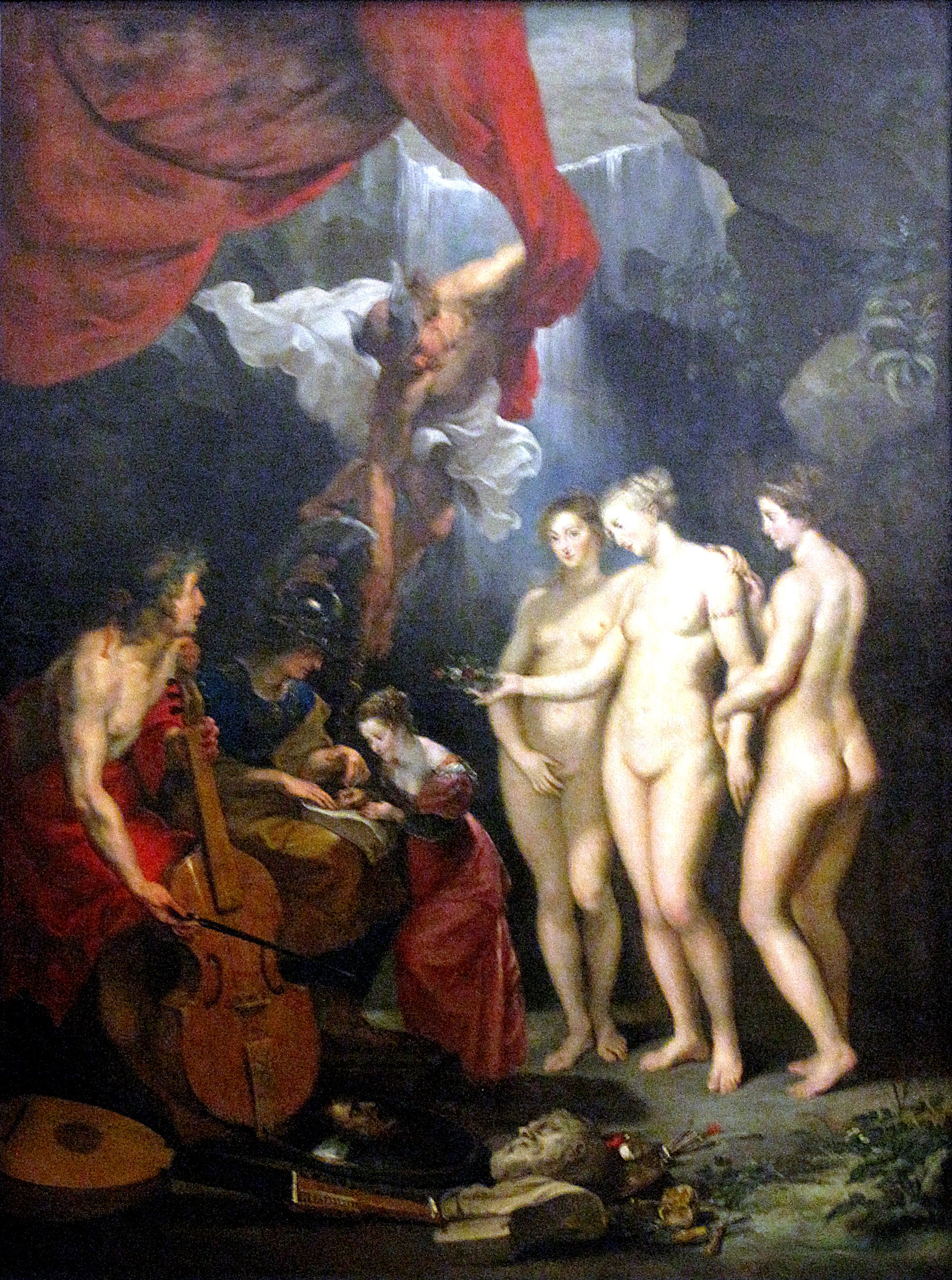
La educación de la princesa

La educación de la princesa muestra a María estudiando. Esta educación es proporcionada por una gracia divina mediante la presencia de tres dioses: Apolo, Atenea y Hermes. Apolo está asociado con el arte y Atenea con la sabiduría, siendo Hermes el dios mensajero para el conocimiento y la fluidez del lenguaje, quien irrumpe dramáticamente en escena otorgando un regalo de parte de los dioses, el caduceo. Generalmente se considera que Hermes dota a la princesa con el don de la elocuencia para que éste acompañe a su vez al don de la belleza. No obstante, el caduceo, el cual figura en otros seis cuadros de la colección, ha sido asociado también con la paz y la armonía, representando probablemente el pacífico reinado de María. La presencia de estos tres dioses puede ser interpretada como una representación de la idílica preparación para las responsabilidades que María asumirá en el futuro así como los juicios y tribulaciones a los que tendrá que hacer frente como reina. También se ha sugerido que estos tres dioses se ofrecen a guiar a María a modo de regalo, lo cual permite al alma ser «liberada por la razón» y obtener el conocimiento de lo que es «bueno», revelando así la conexión divina entre los dioses y el futuro. Destaca, así mismo, la presencia en la parte inferior de un instrumento musical, una paleta con pinceles y un busto, símbolos del deber de María de ayudar al cultivo y florecimiento de las artes.
La pintura refleja asimismo una colaboración barroca entre las relaciones espirituales y terrenales, las cuales son ilustradas en un ambiente teatral. Actuando más que como simples elementos estáticos, las figuras retratadas asumen un papel activo en la educación de la princesa, hallándose presentes las tres Gracias: Aglaya, Eufrósine y Talia, quienes le otorgan el don de la belleza.

### La presentación de su retrato a Enrique IV

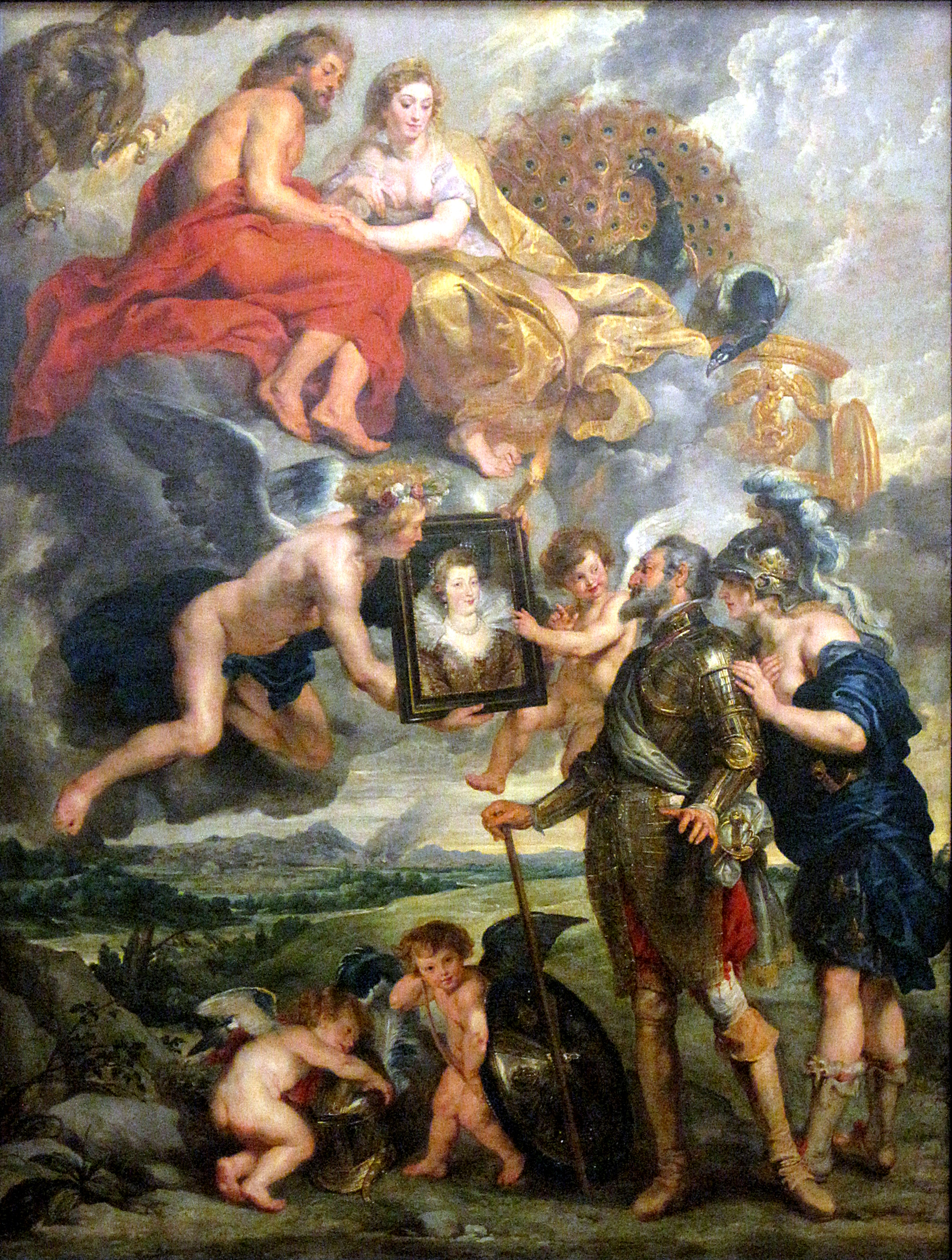
La presentación de su retrato a Enrique IV

Para apreciar y valorar este cuadro y la colección en su conjunto, es preciso tener en cuenta un principio histórico. Esta pintura fue elaborada en la cúspide del absolutismo y, debido a esto, la realeza era considerada superior a la existencia corporal. Desde su nacimiento, María habría llevado una vida más ornamental que mortal. Esta pintura con dioses clásicos y personificaciones alegóricas muestra al espectador lo fundamental de este ideal.
Al igual que Tamino en La flauta mágica, Enrique IV cae rendido ante la pintura mostrada. Con Cupido como escolta, Himeneo, el dios del matrimonio, presenta un lienzo de la princesa María a su futuro esposo. Entretanto, Júpiter y Juno están sentados sobre nubes contemplando a Enrique al tiempo que proporcionan al espectador un ejemplo de la armonía del matrimonio y la aprobación del mismo. Una personificación de Francia es mostrada detrás de Enrique portando un casco, con su mano izquierda mostrando apoyo y compartiendo su admiración por la futura soberana. Rubens tenía un modo particular de representar a Francia el cual fue muy versátil en varias de las pinturas de la colección. Su visión de la misma toma un papel andrógino al ser hombre y mujer al mismo tiempo, sugiriendo su gesto cercanía entre el rey y su pueblo así como confianza y complicidad entre compañeros. La forma en que Francia figura vestida muestra lo femenina que es al revelar sus senos desnudos, mostrando los pliegues de la tela nociones de clasicismo. No obstante, su mitad inferior, sobre todo sus pantorrillas y sus botas romanas, otorga masculinidad a la figura, siendo un símbolo de fuerza masculina en la historia la exhibibición de piernas musculosas. Esta conexión entre ambos muestra no solo el favor de los dioses para con dicho enlace, sino también los buenos deseos de sus súbditos.
En las negociaciones del matrimonio entre María y Enrique se produjo el intercambio de varios retratos entre ambos monarcas. El rey se mostró complacido con el aspecto físico de María, mostrándose aún más impresionado tras conocerla en persona. Existía una gran aprobación por la unión entre ambos, siendo el papa y numerosos nobles florentinos partidarios del matrimonio al tiempo que convencían al rey de los beneficios de dicha unión. La pareja contraería finalmente matrimonio por poderes el 5 de octubre de 1600.

### La boda por poderes de María de Médici con el rey Enrique IV

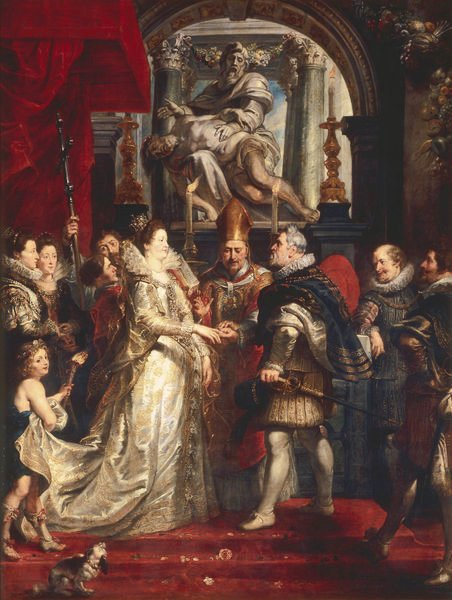
La boda por poderes de María de Médici con el rey Enrique IV

En La boda por poderes de María de Médici con el rey Enrique IV, Rubens representa la ceremonia entre la princesa florentina y el rey de Francia, la cual tuvo lugar en la catedral de Florencia el 5 de octubre de 1600, presidida por el cardenal Pietro Aldobrandini. Como era costumbre en las bodas reales, el tío de la novia, Fernando I de Médici, gran duque de Toscana, ocupó el lugar del rey, siendo representado colocando un anillo en el dedo de su sobrina. El resto de figuras son perfectamente identificables, incluida la del propio artista. A pesar de haber estado presente en dicho acontecimiento veinte años atrás como miembro de la Casa Gonzaga durante sus viajes a Italia, Rubens aparece situado detrás de la novia, sosteniendo una cruz y mirando directamente al espectador, resultando improbable que el pintor hubiese ocupado realmente un puesto tan destacado en la ceremonia. Entre quienes asistieron a la boda de parte de María se encontraban Cristina de Lorena, gran duquesa de Toscana, y la hermana de María Leonor de Médici, duquesa de Mantua. De parte del gran duque se encontraban Roger de Bellegarde, grand esquire de Francia, y el marqués de Sillery, quien negoció el matrimonio. Al igual que en otras pinturas de la colección, Rubens incluye un elemento mitológico: el anciano dios del amor, Himeneo, portando una corona de rosas y llevando la cola del vestido de la novia en una mano y una antorcha en la otra. La escena tiene lugar ante una estatua de mármol la cual representa a Dios Padre de luto ante el cuerpo de Cristo, aludiendo a la Pietà esculpida por Baccio Bandinelli.

### El desembarco en Marsella

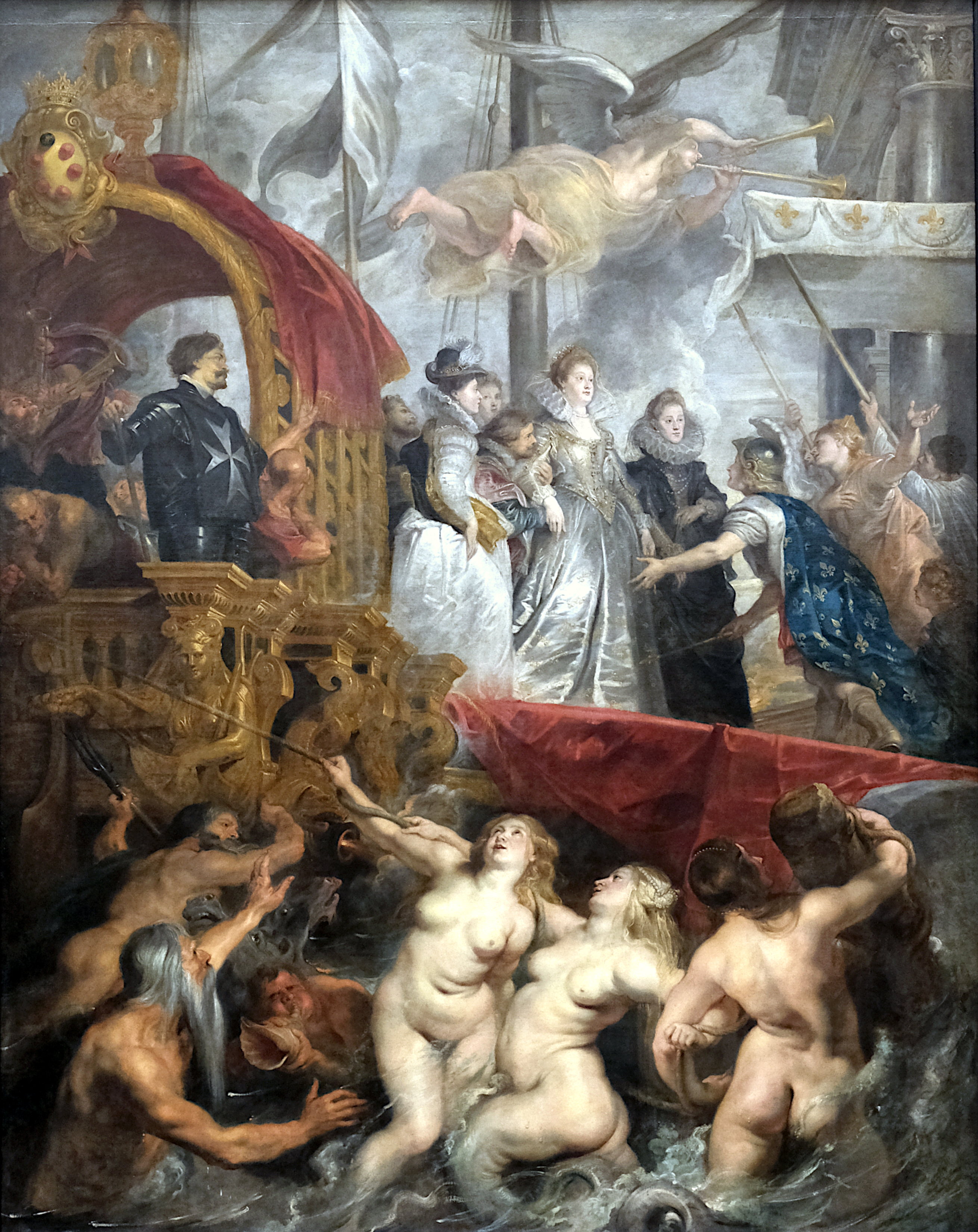
El desembarco en Marsella

Pese a no haber sido una experiencia agradable, el desembarco no supuso ningún problema para que Rubens pudiese representar a María llegando a Marsella tras haber contraído matrimonio por poderes con Enrique IV en Florencia. De nuevo, el pintor convirtió un acontecimiento ordinario en un hecho glorioso. Rubens representa a María descendiendo por una pasarela (en realidad tuvo que ascender en vez de descender, si bien el artista decidió ilustrar dicho evento de esta forma para crear un elemento diagonal). María está acompañada por el gran duque de Toscana y por su hermana la duquesa de Mantua, siendo recibida con unos alegóricos brazos abiertos por una Francia personificada la cual porta un casco y un manto azul real con la flor dorada de lis. La hermana y el tío de María flanquean su camino mientras dos trompetas son hechas sonar por Feme anunciando así su llegada a Francia. En la parte inferior, Poseidón, tres Nereidas, un dios del mar y un Tritón se alzan sobre el mar tras haber escoltado a la futura reina en su largo viaje en la procura de su llegada sana y salva a Marsella. A la izquierda, el escudo de armas de los Médici puede ser visto sobre un arco, donde el Caballero de Malta permanece en toda su regalia, combinando el pintor Cielo y Tierra e historia y alegoría. Avermaete discute una idea interesante presente en el cuadro:

Él (Rubens) rodeó su María de Médici con tan ricas anexidades que en todo momento parece casi empujada hacia el fondo. Considere, por ejemplo, «El desembarco en Marsella», donde todo el mundo tiene sus ojos sólo para las voluptuosas Náyades, para desventaja de la reina quien está siendo recibida con los brazos abiertos por Francia.

### El encuentro de María de Médici y Enrique IV en Lyon

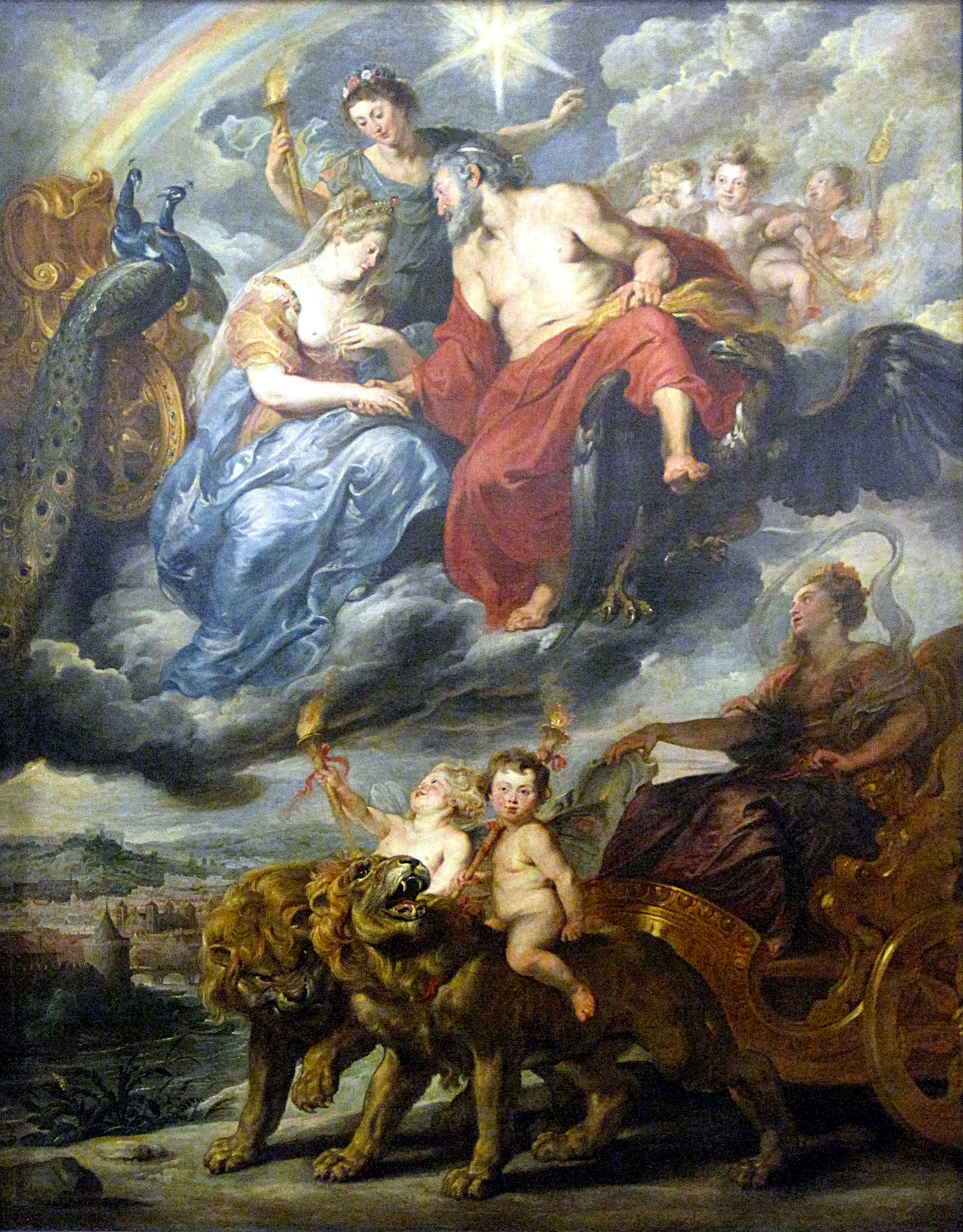
El encuentro de María de Médici y Enrique IV en Lyon

Esta pintura representa alegóricamente el primer encuentro entre María y Enrique, el cual tuvo lugar tras sus correspondientes matrimonios por poderes. La mitad superior del cuadro muestra a María y a Enrique como los dioses mitológicos romanos Juno y Júpiter, estando dichas representaciones acompañadas por sus tradicionales atributos. María es representada como Juno, siendo identificada por pavos reales y carrozas, mientras que Enrique es mostrado como Júpiter, al cual se identifica por los rayos de fuego en su mano izquierda y por el águila. La unión de las manos de la pareja constituye un símbolo tradicional de la unión matrimonial. Ambos figuran vestidos en un estilo clásico, apropiado para la escena. Sobre ambos se alza Himeneo, quien une a la pareja, mientras un arco iris se extiende desde la esquina izquierda, símbolo de concordia y paz. La parte baja de la pintura se encuentra dominada por imaginería de Lyon. Observando la obra de izquierda a derecha, se puede contemplar el paisaje urbano con su característica colina. Los leones tiran de la carroza (en clara referencia al nombre de la ciudad), en la cual se puede observar la figura alegórica de la ciudad misma con sus almenas. Rubens necesitó ser muy cuidadoso en la representación del primer encuentro entre la pareja debido, supuestamente, a que Enrique se hallaba involucrado con una amante al momento del matrimonio. De hecho, debido a otros compromisos del rey el encuentro entre ambos debió postergarse, no siendo hasta casi una semana después de la llegada de María que Enrique se reunió con ella. Al presentarse como Júpiter, Rubens representa la promiscuidad de Enrique al tiempo que muestra a la deidad. Del mismo modo, al situar al rey y a la reina juntos en la parte superior el artista ilustra el elevado estatus de la pareja.

### El nacimiento del delfín en Fontainebleau

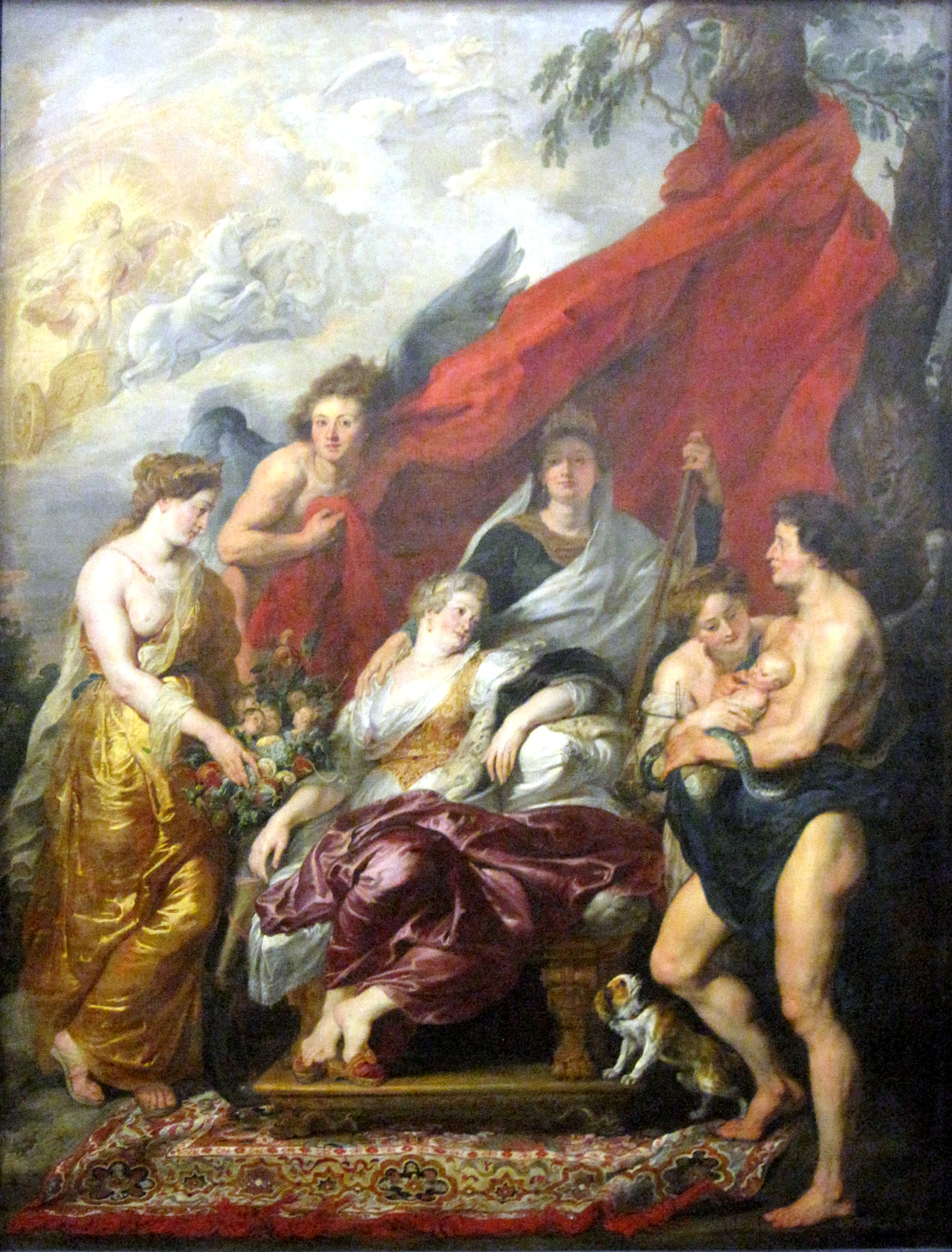
El nacimiento del delfín en Fontainebleau

Esta pintura representa el nacimiento del primer hijo de María, Luis XIII de Francia. Rubens diseñó la escena en torno a la temática de paz política. La llegada al mundo de un heredero varón aporta la sensación de seguridad a la familia real de que seguirán gobernando. En aquella época un heredero era de gran importancia, especialmente si Enrique quería mostrar su masculinidad y romper con el patrón de fracasos reproductivos de la familia real. La promiscuidad de Enrique hacía difícil la producción de un heredero legítimo, circulando rumores de que los artistas de la corte del rey empleaban estrategias con el fin de convencer a los súbditos de lo contrario. Una de estas estrategias consistía en personificar a María como Juno o Minerva, lo cual implicaba que Enrique, como Júpiter, era visto como un ser domesticado por el matrimonio. La personificación de la reina como Minerva facilitaría por tanto el valor militar de Enrique y el suyo. Como pintor flamenco, Rubens incluye un perro en el cuadro, aludiendo así a la fidelidad en el matrimonio. Sumado a la idea de paz política, el artista incluye también a Astrea, personificación de la justicia. El retorno de Astrea a la tierra simboliza la encarnación de la continuidad de la justicia con el nacimiento del futuro rey, quien es atendido por Temis, diosa del orden divino, en clara referencia a su derecho a reinar por nacimiento. El infante se halla cercano a una serpiente, representación de la salud. Rubens incorpora la tradicional alegoría de la cornucopia, la cual representa la abundancia. Con el fin de mejorar el significado de la pintura, el pintor muestra las cabezas de los hijos de María que aún están por nacer entre las frutas de la cornucopia. Mientras María se muestra adorando a su hijo, una diosa de la fecundidad aferra la cornucopia a su brazo representando la completa y abundante familia que está por llegar.

### La consignación de la regencia

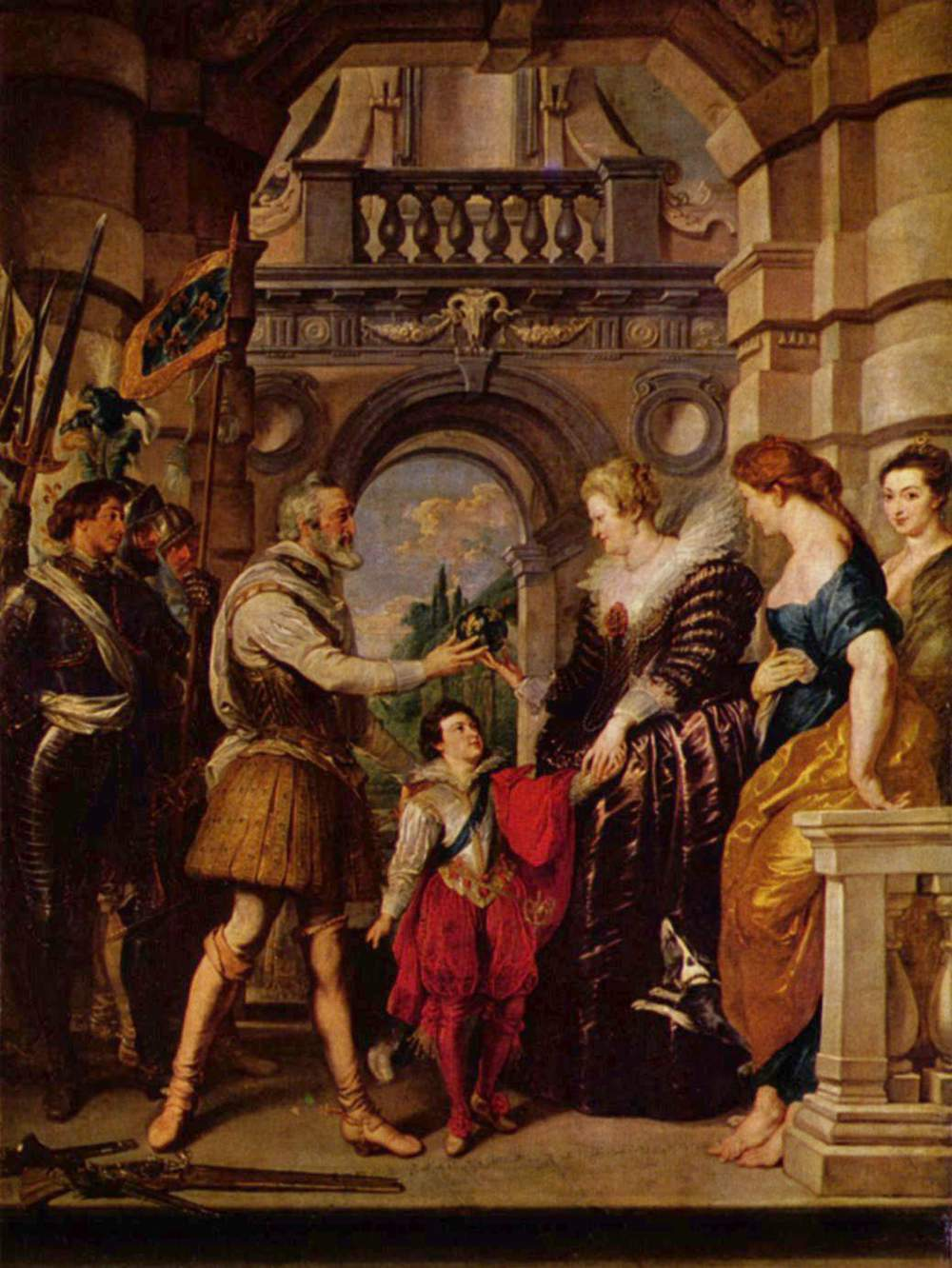
La consignación de la regencia

A lo largo de las diversas representaciones de María de Médici, Rubens debía ser cuidadoso para no ofender ni a la reina ni a Luis XIII al retratar acontecimientos controvertidos. María comisionó pinturas que siguiesen un recorrido fiel por su vida, siendo trabajo de Rubens el llevar a cabo dicha labor con el mayor tacto posible. En más de una ocasión, la licencia artística del pintor se vio frenada con el fin de retratar a María de la forma correcta. En La consignación de la regencia, Enrique IV confía la regencia y el cuidado del delfín a María poco antes de sus campañas bélicas y de su muerte. Decorado con una gran ornamentación arquitectónica de estilo italiano, el tema se caracteriza por su sobriedad. Prudencia, la figura situada a la derecha de María, es despojada de su emblemática serpiente para disminuir las posibilidades de que cualquier espectador pudiese recordar los rumores acerca de la supuesta intervención de la reina en el asesinato de Enrique IV. La eficacia de la forma desaparece con el fin de asegurar una representación positiva de María. Otros cambios incluyen la retirada de Moiras, originalmente posicionada detrás del rey llamándole a su destino, la guerra y la muerte. Rubens se vio obligado a retirar estas míticas figuras y a reemplazarlas por tres soldados genéricos.
En este cuadro aparece por vez primera el orbe como símbolo del «abrazo a toda norma y poder del Estado». Esta particular imagen posee al parecer un significativo peso en la iconografía plasmada por Rubens en toda la colección puesto que aparece en seis de los veinticuatro cuadros de los que se compone. Este orbe funge por un lado como alusión al orbis terrarum romano (orbe de la tierra), el cual implica el dominio y poder del emperador romano, y por otro como sutil afirmación de la reclamación de la monarquía francesa de la corona imperial. Mientras que Rubens era conocedor del significado inherente del orbe y de su efectivo empleo en la obra, parece ser que María y sus consejeros instigaron la introducción del mismo con el objetivo de añadir de forma alegórica grandiosidad política a los eventos característicos de la regencia.

### La coronación en Saint-Denis

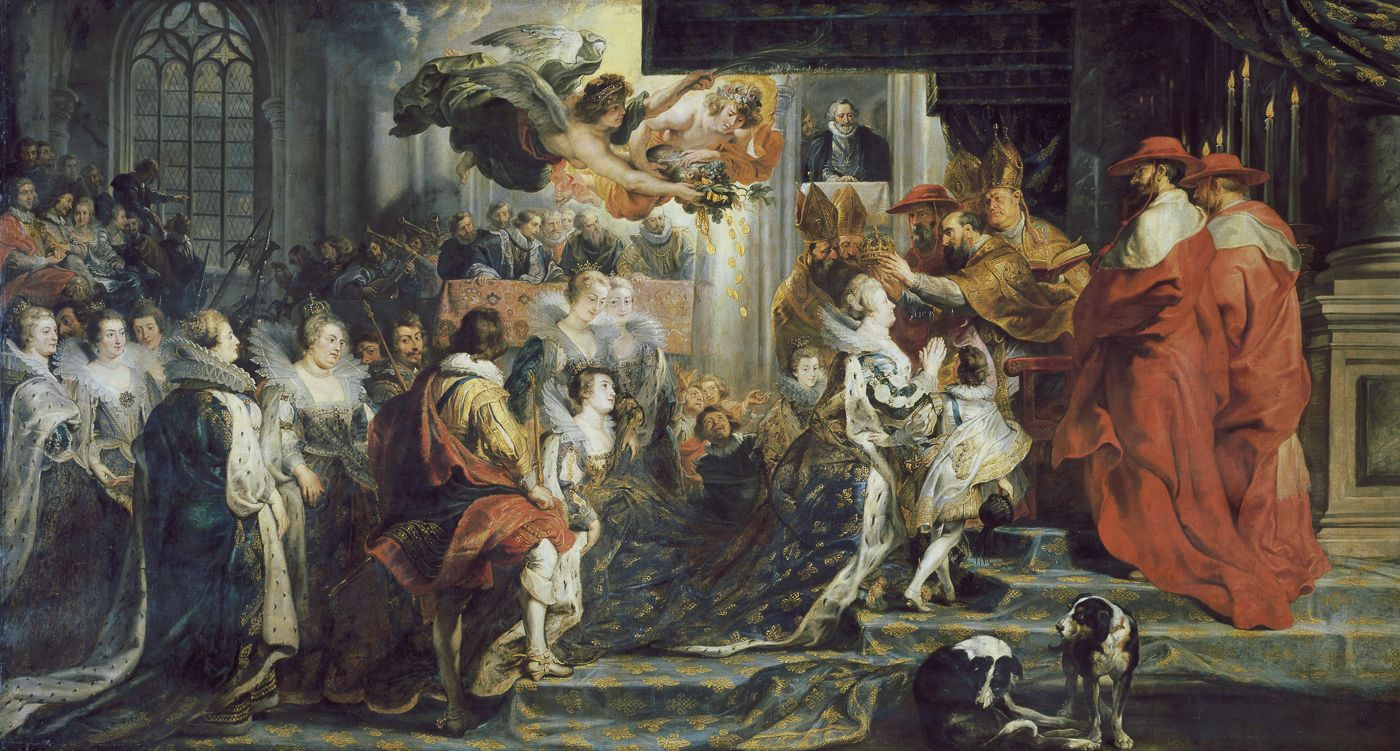
La coronación en Saint-Denis

La coronación en Saint-Denis constituye la última pintura del extremo norte del lado oeste, mostrando el fin de la preparación divina de María. Rubens compuso este cuadro para ser visto a distancia mediante el empleo de intensas tonalidades de rojo, como por ejemplo las ropas de los dos cardenales próximos al eje derecho. Estas intensidades crean también sensación de unidad con la siguiente pintura, La muerte de Enrique IV y la proclamación de la regencia. Este cuadro constituye la representación de un acontecimiento histórico en la vida de la reina donde el rey y ella son coronados en la basílica de Saint-Denis. Considerada una de las principales pinturas de la colección junto con La muerte de Enrique IV y la proclamación de la regencia, ambas escenas muestran a María recibiendo el orbe del Estado. La reina es conducida al altar por los cardenales Gondi y de Sourdis, quienes permanecen en pie junto a ella y Mesieurs de Souvrt y de Bethune, siendo la ceremonia oficiada por el cardenal Joyeuse. El séquito real incluye a Luis XIII,  Francisco I de Conti con la corona, el duque de Ventadour con el cetro, y el Chevalier de Vendôme con la mano de la justicia. La princesa de Conti y la duquesa de Montpensier (madre de María de Borbón-Montpensier) portan la cola del manto real, mientras en la tribuna figura Enrique IV como si estuviese sancionando el acontecimiento. La multitud situada al fondo alza las manos aclamando a la nueva reina al tiempo que en la parte superior la clásica personificación de Abundancia y una Victoria alada muestran los emblemas de la paz y la prosperidad sobre la cabeza de María mientras vierten las monedas doradas de Júpiter. Sumado a lo anterior, los perros de María aparecen situados en el primer plano de la pintura. La inspiración de Rubens para el orbe azul con emblemas de lilas doradas fue la medalla de presentación que Guillaume Dupres realizó en 1610 a petición de María de retratarla a ella como Minerva y a Luis XIII como Apolo. El simbolismo de la obra, no obstante, provocó en su momento que María fuese acusada de haber guiado al joven Luis, futuro rey de Francia.

### La muerte de Enrique IV y la proclamación de la regencia

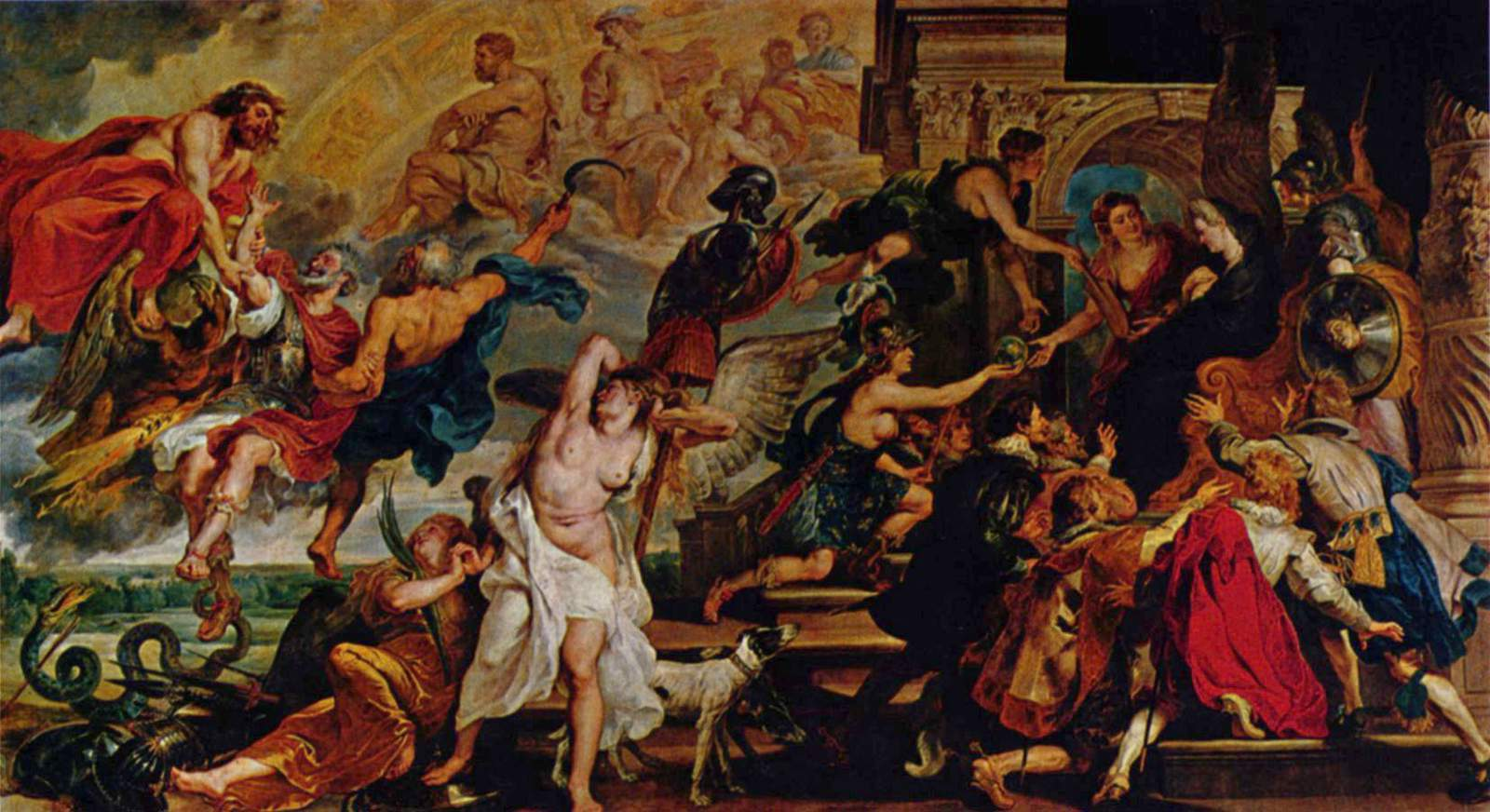
La muerte de Enrique IV y la proclamación de la regencia

Algunas veces llamada La apoteosis de Enrique IV y La proclamación de la regencia, este cuadro fue concebido originalmente por Rubens como una serie de tres pinturas. Con las otras dos teniendo un diseño y medidas similares, esta obra fue consignada como la pintura central de un tríptico destinado a adornar los pasillos del Palacio de Luxemburgo. La pintura se halla separada en dos escenas diferentes pero a la vez relacionadas entre sí: el ascenso de Enrique IV al Cielo y la asunción de la corona por parte de María (el asesinato del rey el 14 de mayo de 1610 resultó en la inmediata declaración de María como regente).
A la izquierda, Júpiter y Saturno son mostrados dando la bienvenida al rey de Francia al tiempo que asciende como si fuese un soberano romano que se dirige victorioso al Olimpo. Al igual que todas las pinturas alegóricas de Rubens, estas dos figuras fueron escogidas por una razón. Júpiter representa la contraparte celestial de Enrique, mientras Saturno, el cual representa el tiempo finito, indica el fin de la existencia mortal del rey. Este tema en particular, al igual que la obra en su conjunto, ha servido de inspiración a grandes maestros gracias a la atormentada figura de Belona, diosa de la guerra, quien figura tumbada y desarmada en la parte inferior (el posimpresionista Paul Cézanne llegó a solicitar hasta diez veces permiso para realizar una copia de la diosa). La enérgica manera de Rubens de situar todas estas alegorías es producto de las monedas clásicas tal y como evidencian las comunicaciones establecidas con su amigo Nicolas-Claude Fabri de Peiresc, coleccionista de antigüedades. La parte derecha del panel muestra la sucesión de María como la nueva reina, vestida con ropa solemne acorde con el luto de una viuda, estando su figura, rodeada por miembros de la corte, enmarcada por un arco triunfal. La reina acepta un orbe, símbolo de su gobierno, por parte de la personificación de Francia mientras la gente se arrodilla ante ella, siendo esta escena un ejemplo de la exageración plasmada en varias de las pinturas de la colección. Rubens muestra en el cuadro cómo la regencia le es ofrecida a María, si bien en realidad ella misma la reclamó el día del asesinato del rey.
En lo referente a las posibles influencias en esta obra, la Madonna del Rosario de Caravaggio pudo haber servido de inspiración a Rubens para la Proclamación de la regencia puesto que las dos pinturas muestran grandes similitudes entre sí. En ambas aparecen dos mujeres sobre una plataforma compuesta por pilares clásicos, piezas de tela exuberante, personajes arodillados con los brazos extendidos y figuras alegóricas (en el cuadro de Rubens: Minerva, Prudencia, Divina Providencia y Francia; en Caravaggio: Santo Dominico, San Pedro Mártir y un par de frailes dominicos). Destaca también la presencia de otros objetos, como un timón y varios rosarios. Todos estos elementos se combinan para crear un argumento persuasivo al tiempo que muestran cierto respeto artístico de Rubens hacia Caravaggio como contemporáneo suyo.

### El consejo de los dioses

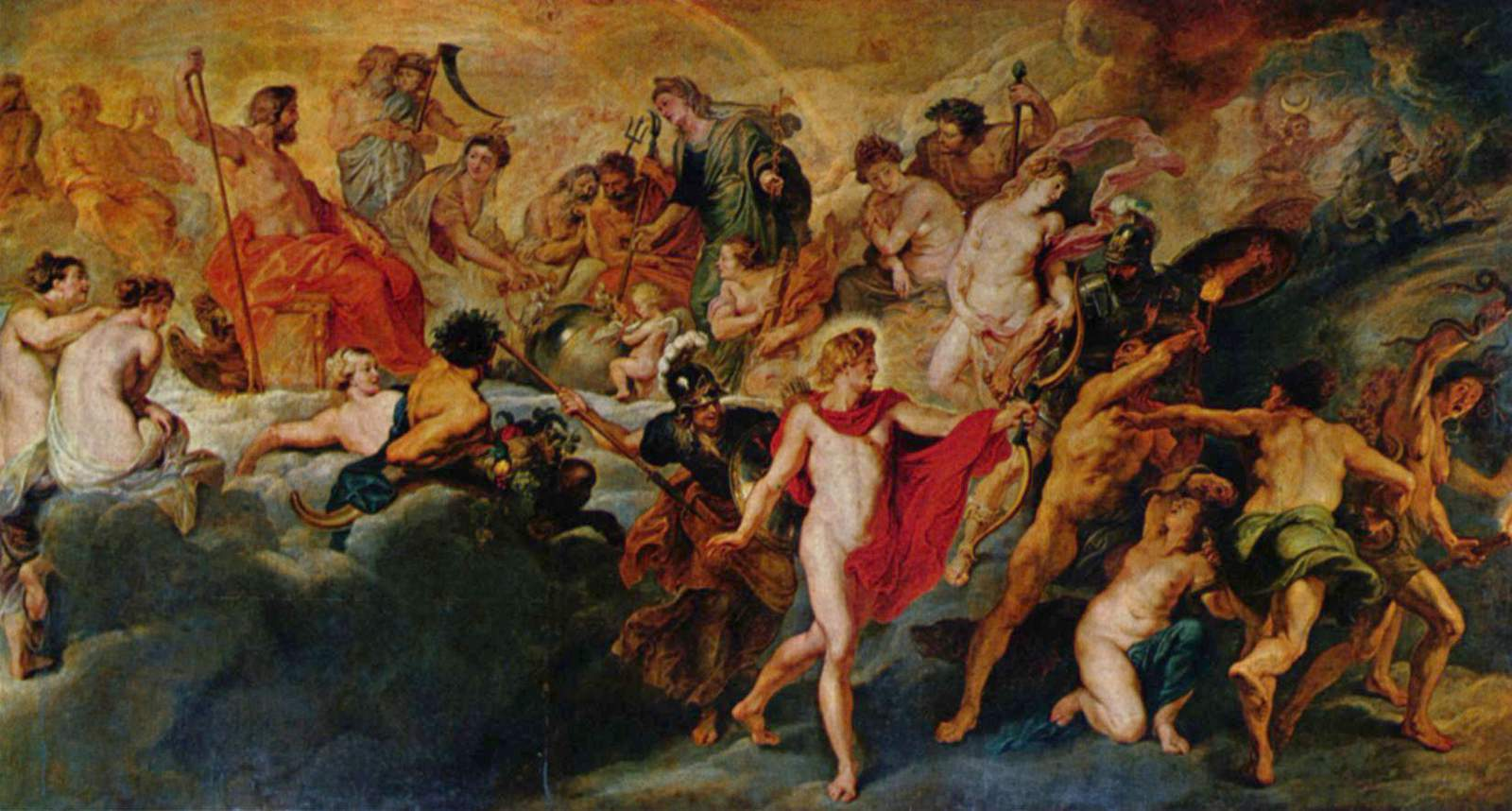
El consejo de los dioses

Esta pintura conmemora el control del gobierno por parte de María como regente, promoviendo a la vez un plan de paz a largo plazo en Europa mediante el matrimonio entre casas reales, enlazando Cupido y Juno dos palomas sobre una esfera dividida como símbolo de paz. María esperaba que su hijo Luis contrajese matrimonio con la infanta Ana de España y que su hija Isabel se casase con el futuro rey Felipe IV con el fin de establecer una alianza entre ambos países, siendo estas uniones una de las partes más significativas de su reinado puesto que la paz en Europa era su mayor objetivo. El consejo de los dioses es una de las obras menos comprendidas de la colección. La pintura representa la conducta de María y el cuidado con el que supervisa su reino durante la regencia, como por ejemplo su control sobre las rebeliones y los desórdenes del Estado. El cuadro sugiere al mismo tiempo que María persuadió las políticas e ideales de Enrique hasta su muerte. Los temas de la pintura están situados en un decorado celestial el cual no muestra un lugar, tiempo o acontecimiento concretos, estando la escena plagada de una significativa variedad de figuras mitológicas, lo cual dificulta el establecer el tema de la obra. Entre las figuras mitológicas se hallan, en la parte inferior, Apolo y Palas, quienes combaten y superan vicios tales como la discordia, el odio, la furia y la envidia, mientras que en la parte superior figuran Neptuno, Pluto, Saturno, Hermes, Pan, Flora, Hebe, Pomono, Venus, Marte, Zeus, Hera, Cupido y Diana. Todas estas figuras actúan como alegorías del pacífico gobierno de María sobre Francia.

### La victoria de Jülich

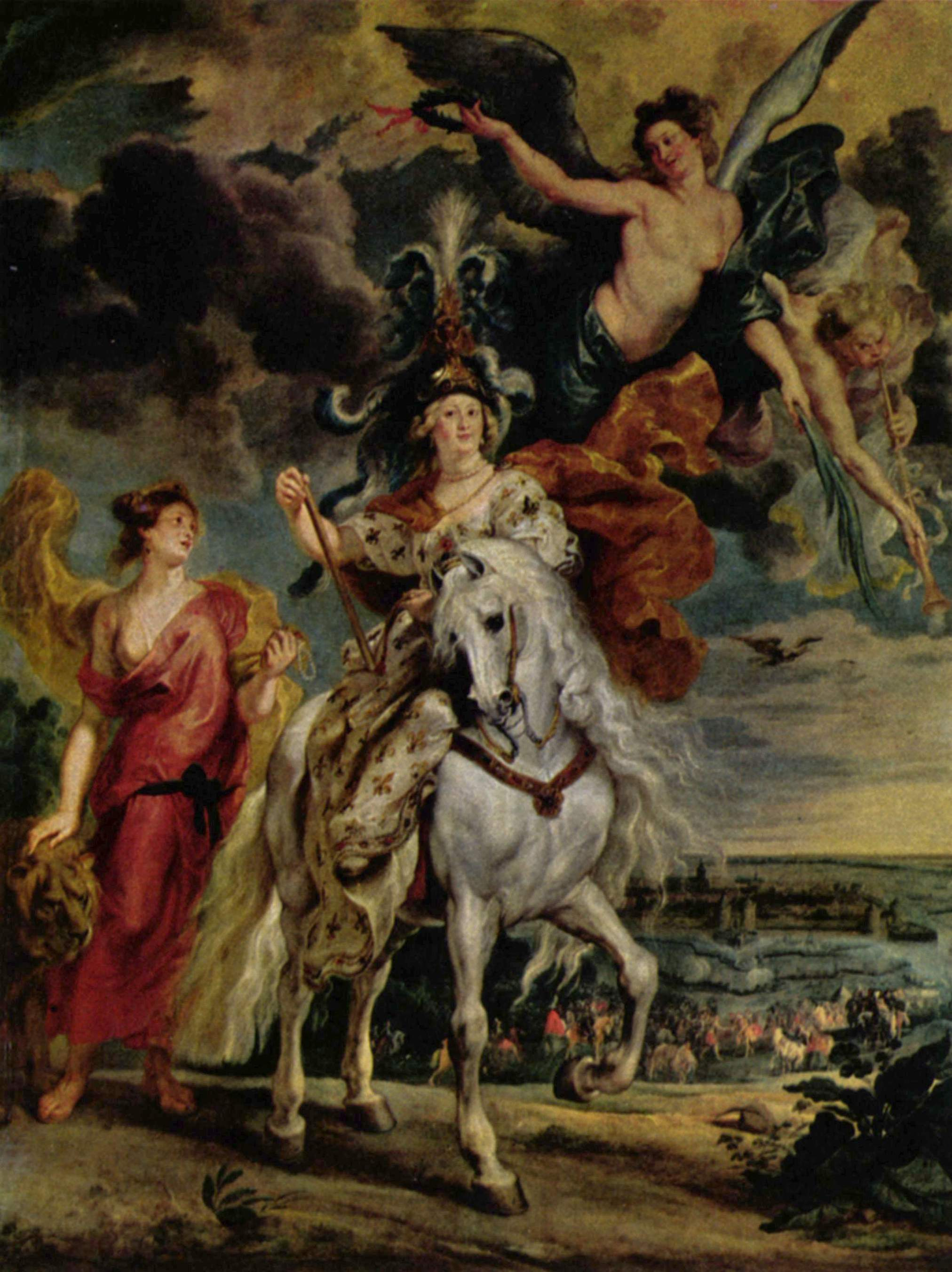
La victoria de Jülich

La victoria de Jülich muestra el único acontecimiento militar en el que intervino María durante su regencia: el retorno de Jülich a los príncipes protestantes. Jülich era un importante punto estratégico para Francia, por lo que la victoria francesa fue elegida como el tema glorioso de la pintura de Rubens, estando la escena dotada de una gran riqueza simbólica la cual permite destacar el heroísmo y la victoria de María. La reina alza su brazo portando un bastón en la mano. En la parte superior aparece Victoria colocando a María una corona de hojas de laurel, símbolo de la victoria, además de figurar a lo lejos un águila imperial, símbolo también de la victoria. La reina está acompañada por una personificación femenina la cual se creía era Fortaleza por el león situado a su lado, si bien se trata, en realidad, de Magnanimidad, también referida como Generosidad, con base en las riquezas que sostiene en la palma de su mano, siendo una de ellas una valiosa ristra de perlas propiedad de la reina. Entre otras figuras se encuentran Feme y la personificación de Austria con su león. Feme, situada a la derecha del cuadro, empuja el aire a través de una trompeta con tanta fuerza que provoca una explosión de humo. María aparece representada con numerosas ornamentaciones y en actitud triunfante tras el colapso de la ciudad a lomos de un semental blanco con el fin de demostrar que, al igual que Enrique IV, ella también podía triunfar sobre sus rivales en la guerra.

### El intercambio de las princesas en la frontera española

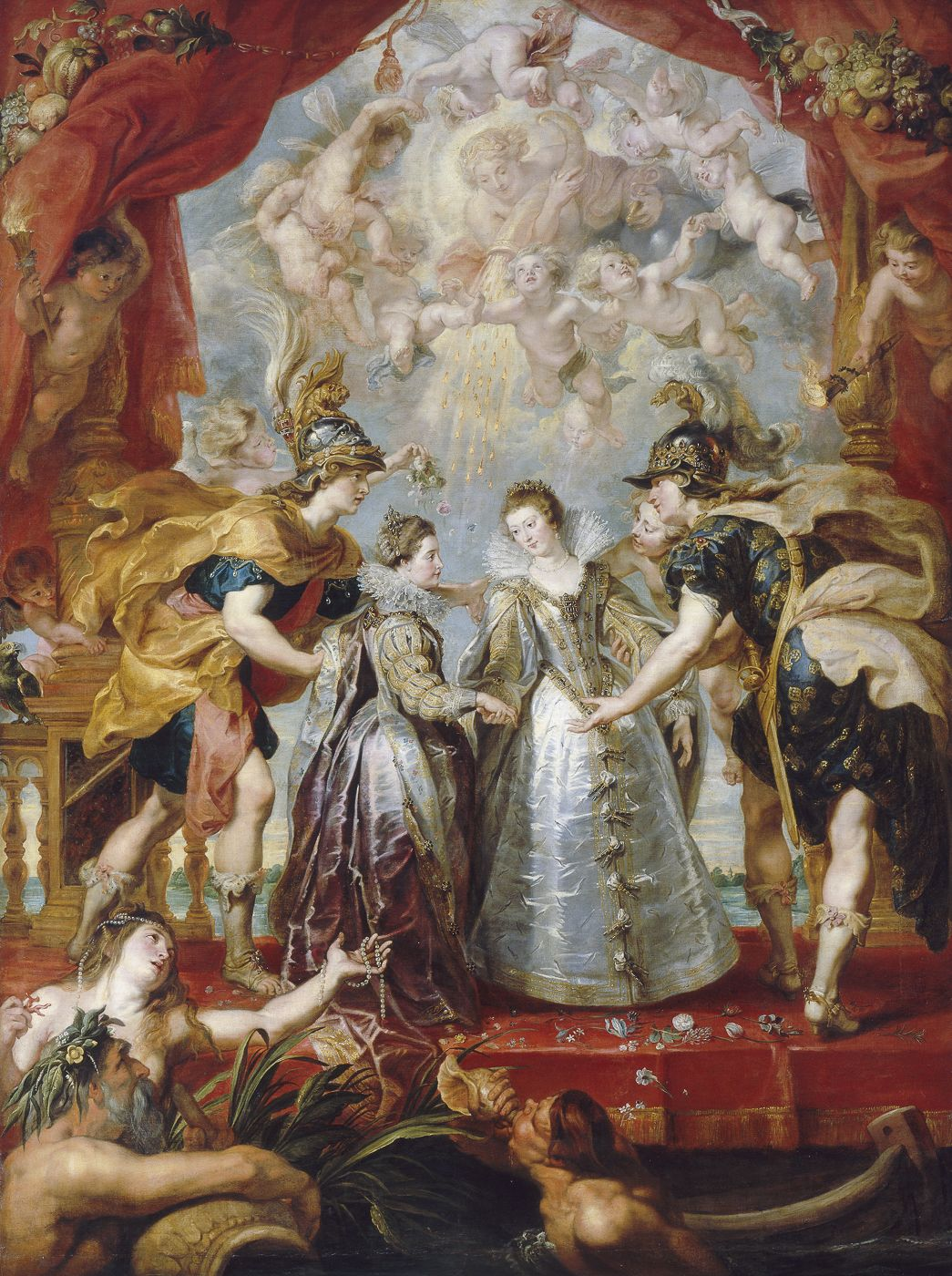
El intercambio de las princesas en la frontera española

El intercambio de las princesas en la frontera española celebra el doble matrimonio de Ana de Austria con Luis XIII y el enlace de Isabel de Francia con Felipe IV el 9 de noviembre de 1615. Francia y España presentan a las jóvenes princesas, asistidas por un joven identificado como Himeneo. Sobre ellas, dos putti portan antorchas, un pequeño céfiro sopla una cálida brisa primaveral al tiempo que esparce rosas, y un círculo de putti con alas de mariposa rodea a Felicitas con el caduceo, que baña a la pareja con oro procedente de su cornucopia. En la parte inferior, el río Bidasoa está lleno de deidades del mar que vienen a homenajear a las novias: el dios-río Bidasoa descansa en su urna, una Nereida coronada con perlas ofrece una ristra de perlas y coral como regalo de bodas y un Tritón sopla una concha para anunciar el acontecimiento. La boda, con la cual se esperaba conseguir la paz entre Francia y España, tuvo lugar a través del río Bidasoa, a lo largo de la frontera española. En la representación de Rubens, las princesas permanecen de pie con las manos derechas unidas entre personificaciones de Francia y España (Francia con la flor de lis decorando sus ropas y España con un león decorando su casco). Ana, de catorce años, se da la vuelta como si se estuviese despidiendo de España al tiempo que gentilmente Francia la sujeta por el brazo izquierdo, mientras que, por su parte, España coge a Isabel también por el brazo izquierdo.

### La felicidad de la regencia de María de Médici

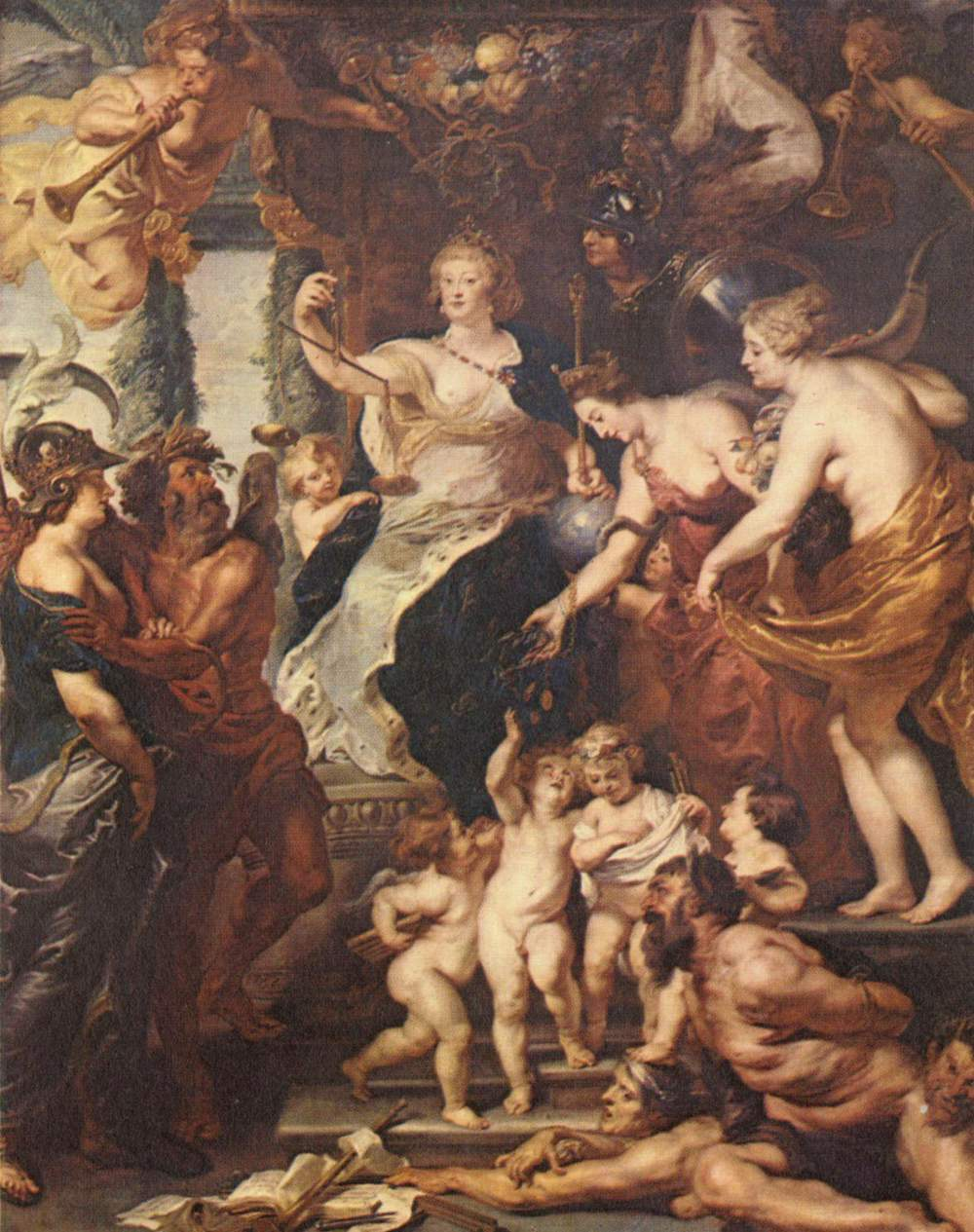
La felicidad de la regencia de María de Médici

Esta pintura destaca por su ejecución única. Mientras que los otros cuadros fueron completados por Rubens en su estudio en Antwerp, La felicidad de la regencia de María de Médici fue diseñada y elaborada enteramente por el artista con el fin de reemplazar otra representación más controvertida sobre la expulsión de París de María en 1617 por su hijo. Completada en 1625, esta fue la última pintura de la colección en ser terminada.
María es mostrada alegóricamente como la personificación de la justicia misma, estando flanqueada por un séquito compuesto por algunos de los principales dioses griegos y romanos, identificados como Cupido, Minerva, Prudencia, Abundancia, Saturno y dos figuras de Feme, todas ellas indicativos de atributos, otorgando sus recompensas a la reina (Cupido con su flecha; Prudencia con una serpiente enroscada en su brazo indicando sabiduría; Abundancia con su cornucopia en referencia a los frutos de la regencia de María; Minerva con su casco y su escudo cerca del hombro de María indicando la sabiduría de su gobierno; Saturno con su hoz personificando el tiempo que guía a Francia; y Feme portando una trompeta para celebrar el acontecimiento). Estas personificaciones están acompañadas por cuatro figuras alegóricas disfrazadas de putti y por tres criaturas malvadas derrotadas; Envidia, Ignorancia y Vicio.
Pese a que esta pintura es una de las más sencillas de la colección, existe cierta disputa sobre su significado. En vez de aceptar la obra como una representación de María como Justicia, algunos críticos sostienen que el verdadero tema del cuadro es el «retorno a la tierra de Astrea, el principio de la justicia divina, en una era dorada». Las bases para apoyar esta idea radican en una afirmación contenida en notas escritas por Rubens las cuales indican que «este tema no sostiene ninguna referencia especial a la particular razón de Estado del reino francés». Ciertos elementos simbólicos, como la guirnalda de hojas de roble (posible corona civica), Francia vista como una provincia subyugada, y la inclusión de Saturno en la composición pueden inducir a dicha interpretación. Probablemente debido a la controversia de este cuadro, Rubens mencionó su significado en una carta dirigida a Peiresc fechada el 13 de mayo de 1625:

Creo que te escribí que una imagen fue eliminada la cual representaba la partida de la reina de París y que, en su lugar, hice una nueva entera la cual muestra el fluir del reino de Francia, con el renacimiento de las ciencias y las artes a través de la liberalidades y el esplendor de Su Majestad, quien se sienta sobre un trono brillante y sostiene una balanza en sus manos, manteniendo el mundo en equilibrio por su prudencia y equidad.

Considerando la precipitación con la que Rubens completó la obra, su falta de referencia específica a una era dorada en su carta y la existencia de numerosas representaciones contemporáneas de María como Justicia, muchos historiadores están conformes con la interpretación más simple consistente en el estilo de Rubens y en los cuadros restantes de la colección.
Se considera que la pintura original mencionada en la carta fue rechazada en favor de La felicidad de la regencia de María de Médici debido al tema más inocuo de esta última. En la misma carta, Rubens afirma lo siguiente:

Este tema, el cual no menciona ninguna consideración política particular... de este reinado, ni hace referencia a ningún individuo, ha sido muy bien recibido, y creo que se me ha confiado por completo que el encargo de los otros temas hubiera resultado mejor, sin el escándalo y los murmullos.

En esta afirmación puede verse la evidencia de la adaptabilidad del estilo de Rubens que hizo tan exitosa su carrera.

### Luis XIII llega a la mayoría de edad

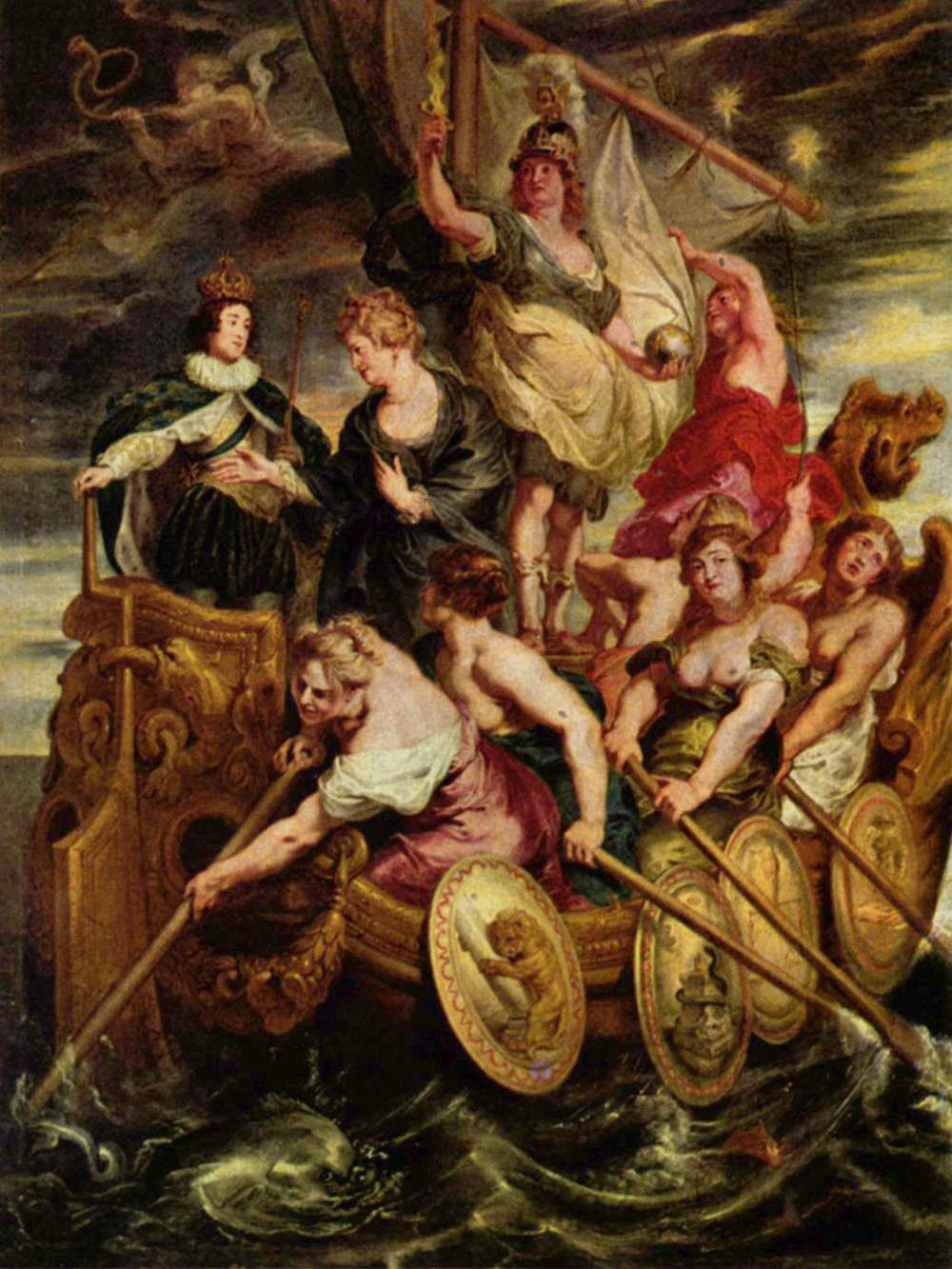
Luis XIII llega a la mayoría de edad

La pintura Luis XIII llega a la mayoría de edad representa la histórica escena de la transferencia de poder de madre a hijo en un sentido alegórico. María ha reinado como regente durante la juventud de su hijo, y ahora cede el timón a Luis, el nuevo rey de Francia. La embarcación representa al Estado, ahora en funcionamiento ya que Luis lo dirige. Cada una de las remeras puede ser identificada por el emblema de los escudos que cuelgan del navío. El escudo de la segunda remera representa un altar llameante con cuatro esfinges, una serpiente enroscada y un ojo abierto mirando hacia abajo. Estas características son propias de la Piedad o la Religión, las cuales María querría para su hijo. El barco se halla adornado con un dragón al frente y delfines en la popa. Luis mira hacia arriba en dirección a su madre buscando ayuda para guiar el navío. En las violentas nubes figuran dos Femes, una con una buccina y la otra con lo que parece ser una trompeta. Luis guía el barco mientras el mismo es movido por cuatro remeras las cuales personifican a Fuerza, Religión, Justicia y Concordia. Se cree que la figura que está ajustando la vela es Prudencia o Templanza. En el centro, frente al mástil, se halla la figura de Francia con una llama en su mano derecha ilustrando la firmeza y el orbe del gobierno en su mano izquierda. Fuerza, extendiendo su remo y agitándolo, es identificada por el escudo situado debajo el cual muestra un león y una columna. Fuerza y María comparten el color de su pelo al igual que Luis y Religión. La similitud entre María y Fuerza otorga poder a la imagen de la reina, mostrando de manera efectiva su conocimiento de la autoridad de su hijo. Resulta interesante examinar esta obra teniendo en cuenta la tensa relación entre madre e hijo en la vida real. María se aferró al poder más allá del final de su regencia, hasta que Luis lo alcanzó en 1617 y ordenó el exilio de su madre en Blois. Rubens, obviamente conocedor de este hecho, decidió omitir la tensión entre la reina y su hijo en vez de enfatizar lo convulso de la transferencia de poder.

### La huida de Blois

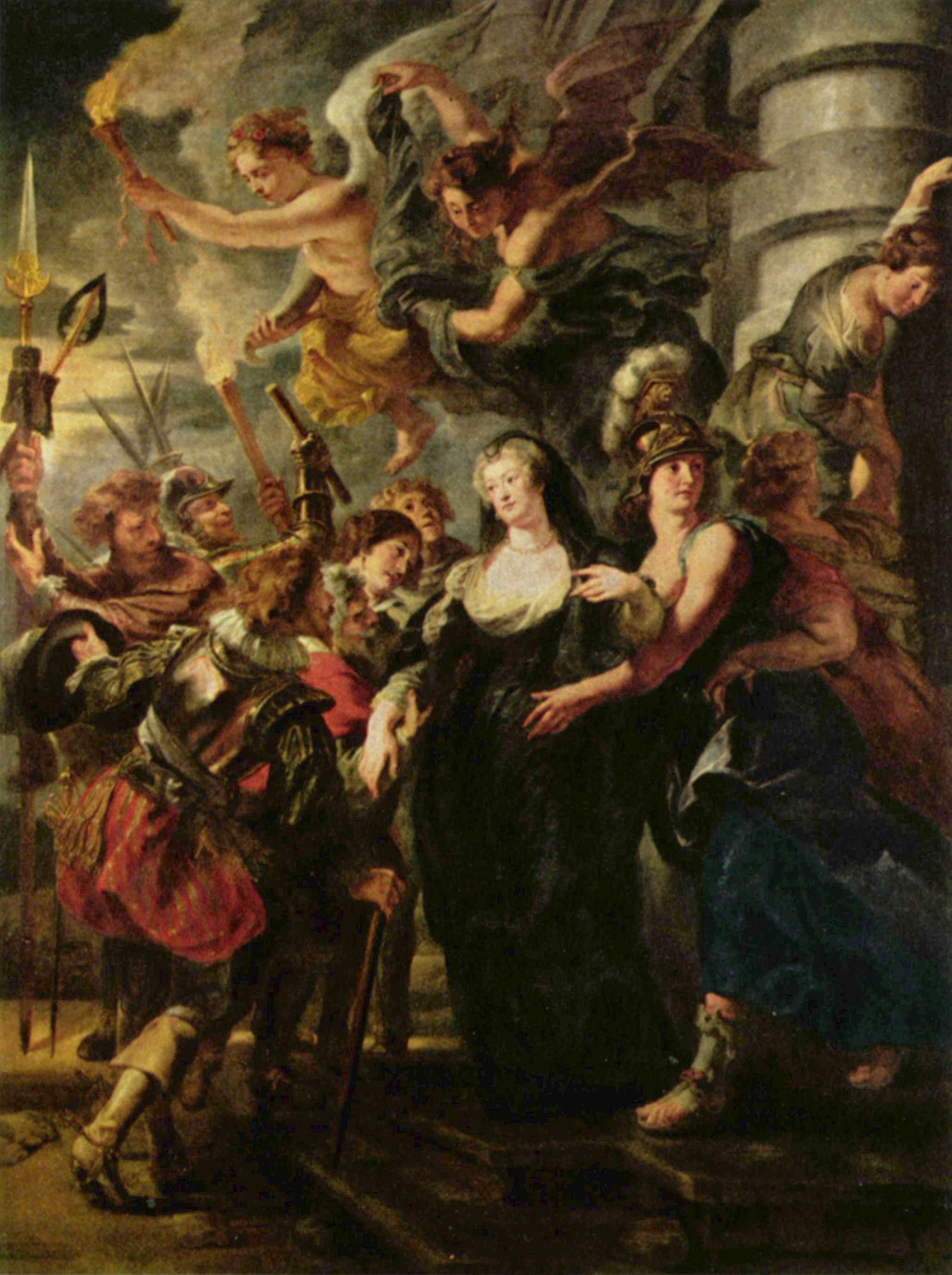
La huida de Blois

La huida de Blois es una representación de María huyendo de su confinamiento en Blois. La reina muestra una pose de dignidad, sugiriendo elegancia en tiempos difíciles, entre una caótica multitud compuesta por doncellas y soldados. María es conducida y protegida por una representación de Francia y guiada por ilustraciones de Noche y Aurora. Estas figuras son empleadas con el fin de retratar el momento del acontecimiento y proteger al mismo tiempo a la reina de los espectadores mientras iluminan su camino. Rubens pintó una escena del evento en un sentido más heroico mostrando la exactitud de los elementos realistas. De acuerdo con los registros históricos de la huida de la reina, este cuadro no refleja fielmente lo que en realidad sucedió. El artista no incluyó muchos de los aspectos negativos del acontecimiento por temor a que estos pudiesen ofender a María, lo que dio como resultado una representación nada realista. La reina aparece representada de manera humilde, si bien la ilustración muestra explícitamente su poder sobre los militares. María no sufre en la pintura ninguna de las dificultades que en la vida real tuvo que afrontar durante su huida. Las figuras masculinas del primer plano, las cuales aparecen alcanzando a la reina, resultan desconocidas, mientras que las figuras del fondo representan a los militares, quienes fueron añadidos para otorgar un significado simbólico a la confianza de María en su mando sobre el ejército.

### Las negociaciones en Angulema

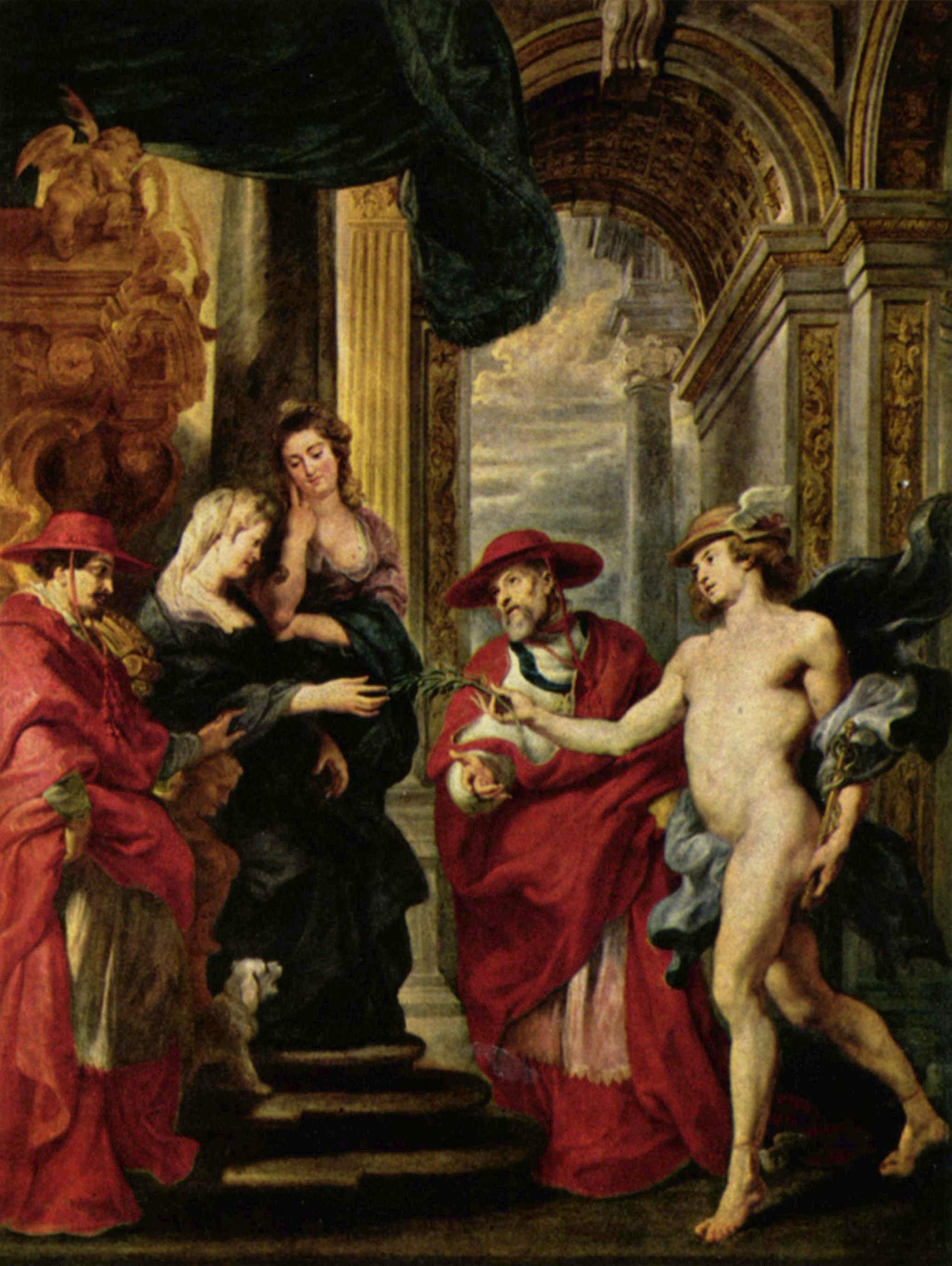
Las negociaciones en Angulema

En Las negociaciones en Angulema, María toma la rama de olivo que le tiende Mercurio, el mensajero de Dios, en presencia de dos de sus sacerdotes al tiempo que la reina presta consentimiento para discutir con su hijo el conflicto de la dirección gubernamental. Rubens hace uso de diversos métodos para retratar a María en la forma precisa que ella quería, teniendo a su hijo como guardián y consejero. Entronada en un pedestal con esculturas representativas de los símbolos de la sabiduría de Minerva y dos putti sosteniendo una rama de laurel con el fin de representar la victoria y el martirio, la escenificación de la reina se muestra con claridad. Una mirada humilde, pero conocedora de todo, transmite la sabiduría que posee. María se halla situada en un grupo reducido pero unificado de cardenales, lo cual representa el auténtico lado opuesto a la deshonestidad de Mercurio, a quien Rubens dota de una impresión de insinceridad al ilustrar a la figura ocultando un caduceo detrás de su muslo. El efecto de los dos grupos de figuras es subrayar la brecha existente entre ambos bandos. Por su parte, el perro ladrando indica tradicionalmente la presencia de extraños con malas intenciones. Todos estos símbolos desperdigados en esta ambigua y enigmática pintura muestran a María de Médici como una mujer prudente aunque también madre cuidadosa y humilde de un monarca joven e ingenuo. Con carácter general, este cuadro es el más problemático y controvertido así como el menos comprendido de la colección. En la obra se ve, una vez más, a María reclamando su autoridad real, si bien también se puede apreciar el primer paso para la reconcicliación entre madre e hijo.

### La reina opta por la seguridad

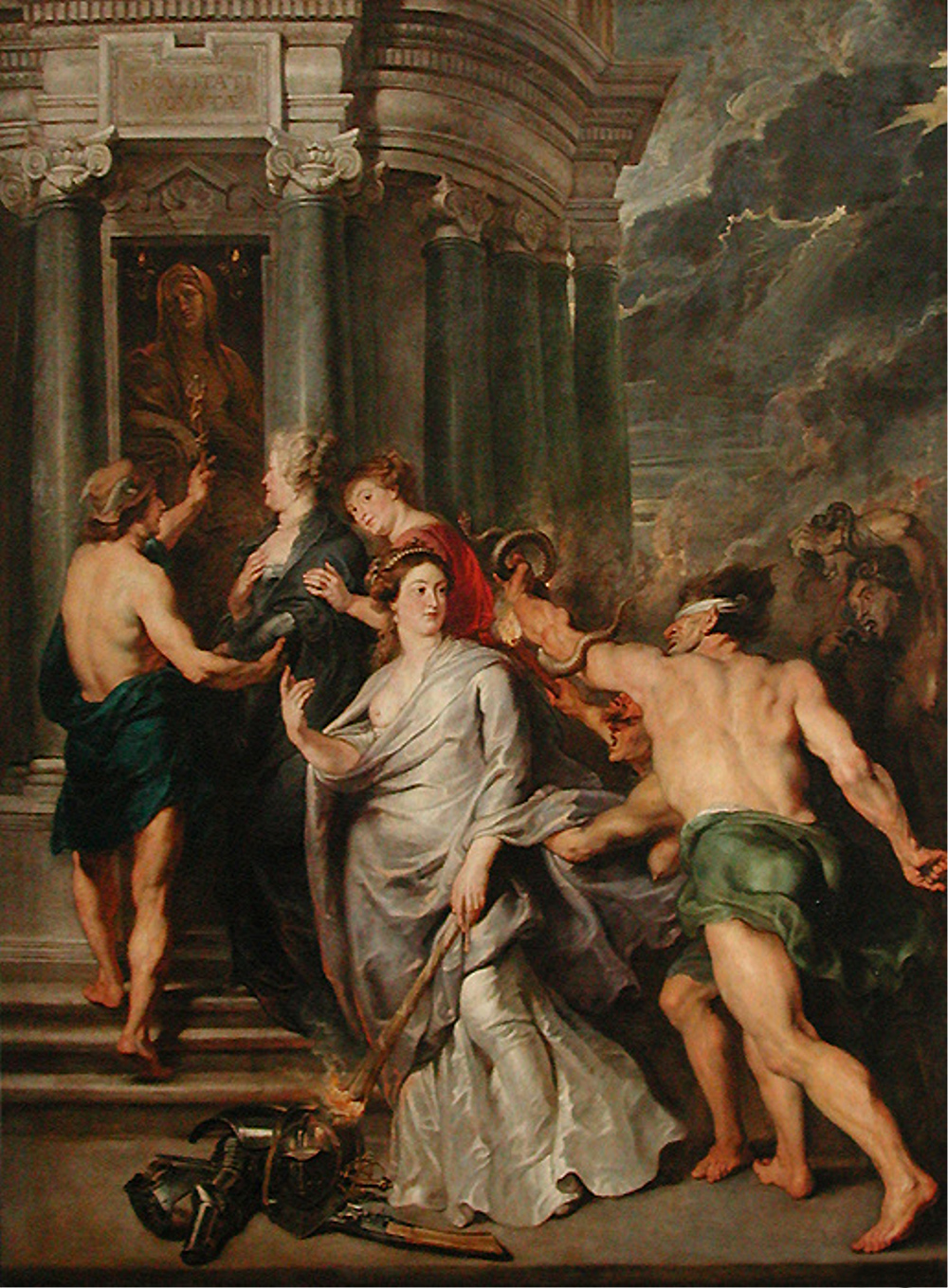
La reina opta por la seguridad

La reina opta por la seguridad muestra a María en busca de seguridad mediante la representación de un acontecimiento durante el cual la reina se vio obligada a firmar una tregua en Angers después de que su ejército hubiese sido derrotado en Ponte-de-Ce. Pese a que el cuadro muestra a María deseosa de seguridad mediante la representación del Templo de Seguridad, los símbolos del mal y el cambio de bruma espesa a claridad, se percibe también un simbolismo subyacente mediante la aceptación de la tregua. La forma redondeada del templo es similar a los erigidos por los antiguos para representar el mundo además de poseer un orden jónico asociado a Juno y a la propia María. El templo se define a sí mismo incluyendo una placa encima de la puerta la cual reza «Securitati Augustae». La reina es mostrada con las serpientes del emblema del caduceo realizando complicados movimientos y siendo escoltada por Mercurio al templo, transmitiendo la sensación de que la fuerza no será vencida. Surge en esta obra el debate de que la misma no versa realmente sobre paz o seguridad, sino sobre un espíritu implacable que no cede ante la pérdida. Debido a su condición de poder divino, María es representada heroicamente en un decorado clásico haciendo uso de jerarquía neoplatónica y trazos de luz en su rostro, lo cual implica que esta alegoría de María es en realidad una apoteosis. Adicionalmente, la inclusión de dos personificaciones distintamente ornamentadas de Paz insinúa el hecho de que Rubens quería confundir o incitar al espectador a mirar profundamente este cuadro en su conjunto.

### Reconciliación de la reina y su hijo

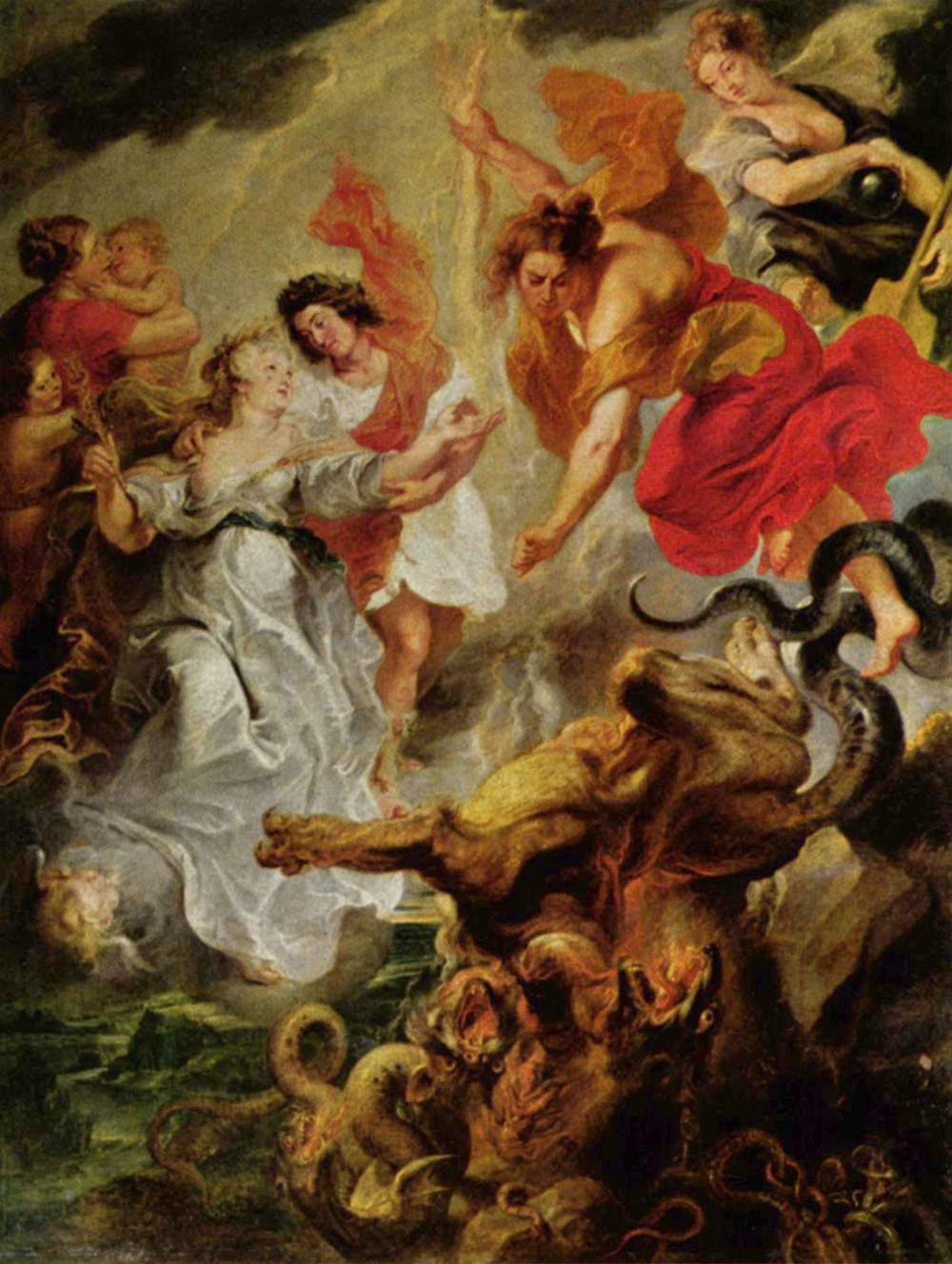
Reconciliación de la reina y su hijo

El retorno de la madre a su hijo o La completa reconciliación con el hijo tras la muerte del gran alguacil posee una hidra con varias cabezas la cual recibe un golpe fatal, siendo Divina Providencia testigo de ello. Este tema está basado en una clásica metamorfosis para la insurrección del siglo XVII. En la obra, el monstruo funge como sustituto del fallecido alguacil de Luynes, quien conoce su destino a través de la mano de un San Miguel de apariencia femenina. La muerte en 1621 del halconero convertido en comandante supremo pudo haber incrementado las tensiones entre madre e hijo, pero Conde, considerado el más peligroso de los enemigos de María, rápidamente ocupó dicho vacío. La deliberada vaguedad de Rubens habría consistido en su práctica de generalizar y alegorizar especialmente hechos históricos pintando sobre temas relativos a la paz y la reconciliación.  
María, deseosa de vindicación por la muerte de su amigo Concino Concini, habría intentado una alusión personal más directa al alguacil de Luynes, si bien Rubens prefirió recurrir a la alegoría evitando elementos específicos que posteriormente pudiesen derivar en motivo de vergüenza. El artista eligió el camino principal, basándose en el vernáculo visual de Ripa, para retratar una escena donde las virtudes vencen a los vicios y abrazan la reconciliación pacífica haciendo algo más que una simple alusión a una vaga declaración política.
En la pintura, Luynes es el chivo expiatorio que sufre el castigo divino y es arrojado al abismo del infierno, asumiendo así toda la culpa de la animosidad entre Luis XIII y su madre. El rey, retratado como un adulto, es representado como Apolo, si bien la muerte de la hidra no se debe a él, como cabría esperar, sino a una visión amazona de Providencia. Con la eliminación de la balanza que portaba en un esbozo previo lo cual la habría conectado con Luis XIII, la figura mostrada representa a una entidad la cual no cuenta con la ayuda de Luis a la hora de matar al adversario, mostrándose el monarca ajeno y despreocupado. María, no obstante, emerge como una madre amorosa preparada para perdonar todo el mal y sufrimiento padecido.

### El triunfo de la verdad

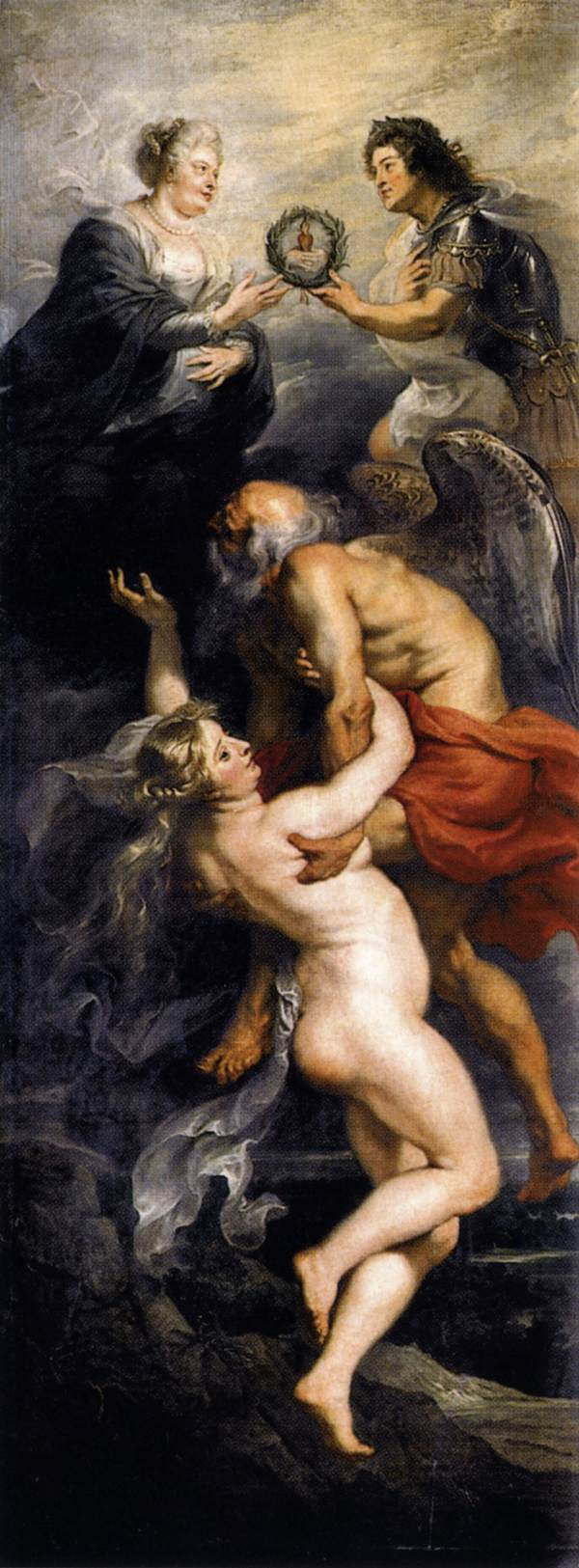
El triunfo de la verdad

La última pintura de la colección, El triunfo de la verdad, es una clara alegoría la cual representa al rey y a su madre reconciliándose en el Cielo. María y Luis XIII aparecen representados flotando ligados por el símbolo de la concordia, lo cual demuestra el perdón de su hijo y la paz que se ha erigido entre ambos. En la parte inferior, Tiempo alza a Verdad al Cielo simbolizando la verdad siendo «conducida a la luz» así como la reconciliación entre la reina y su hijo, ocupando las ilustraciones de Tiempo y Verdad casi tres cuartos del lienzo. La parte superior del mismo se halla cubierto de representaciones de María y su hijo. En el cuadro, María es mostrada ocupando un espacio superior al de Luis, con su cuerpo, menos oscuro, girado al frente, lo cual enfatiza su importancia, resaltada a su vez por el idéntico tamaño de su hijo, quien aparece oscurecido en parte por las alas de Tiempo y es mostrado arrodillándose ante la reina y presentándole la señal de la amistad, consistente en unas manos unidas y un corazón en llamas dentro de una corona de laurel. En lo relativo a la composición, Rubens dota a María de una gran importancia en la pintura mediante el uso de gestos y miradas. En la obra, Verdad gesticula hacia la reina mientras Tiempo mira hacia ella desde abajo, ignorando ambas figuras a Luis XIII. Rubens protege artísticamente a madre e hijo en el futuro, representándolos con mayor edad y madurez que en el cuadro precedente, señalando que la paz se confirma en el Cielo. Es en este punto que el ciclo de María de Médici cambia al tema del reinado de la reina madre. Con la muerte del favorito de su hijo en la corte, Charles de Luynes, madre e hijo se reconcilian, recibiendo María la última vindicación al ser readmitida en el Consejo de Estado en enero de 1622. Este cuadro representa, por tanto, cómo el tiempo revela la verdad en consonancia con la relación entre María y su hijo.
La pintura final coincidió con los intereses políticos de María tras la muerte de su esposo. Creía que la diplomacia sería obtenida mediante el matrimonio, siendo el de su hija Enriqueta María con Carlos I de Inglaterra el motivo de la rápida terminación de la colección.

### Retratos de María de Médici y sus padres

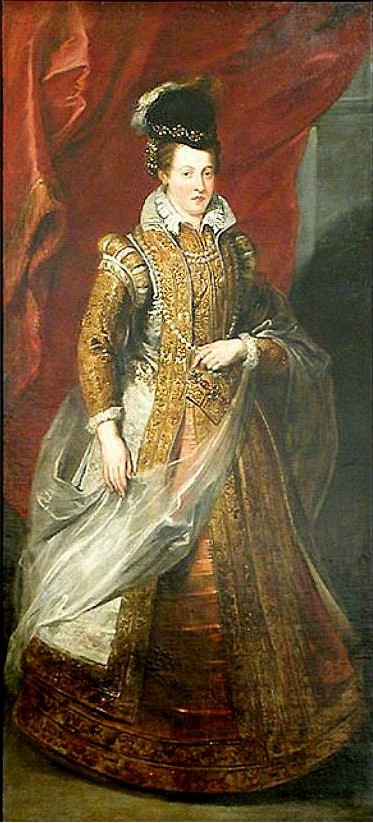
Retrato de Juana de Austria
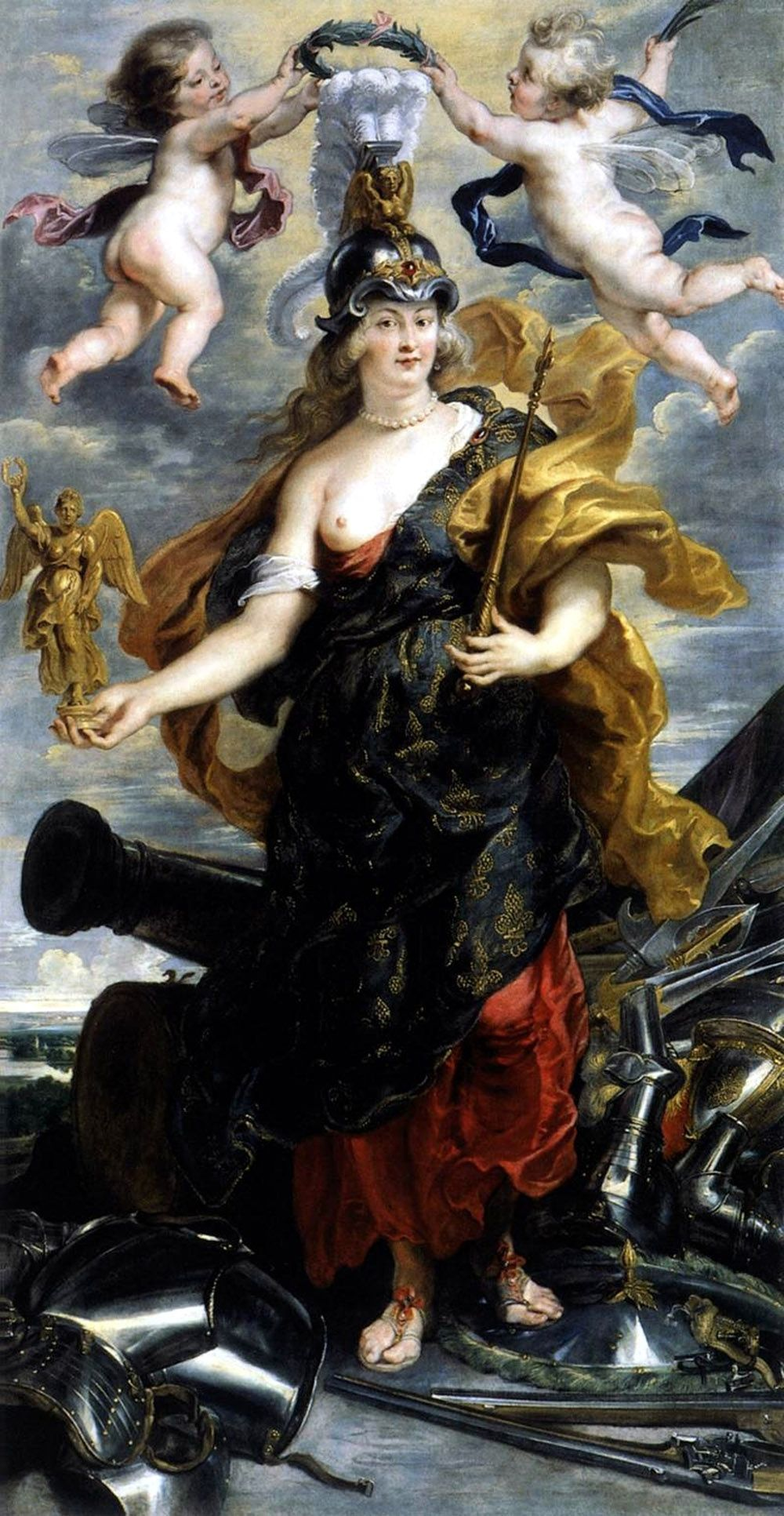
Retrato de María de Médici representada como Belona
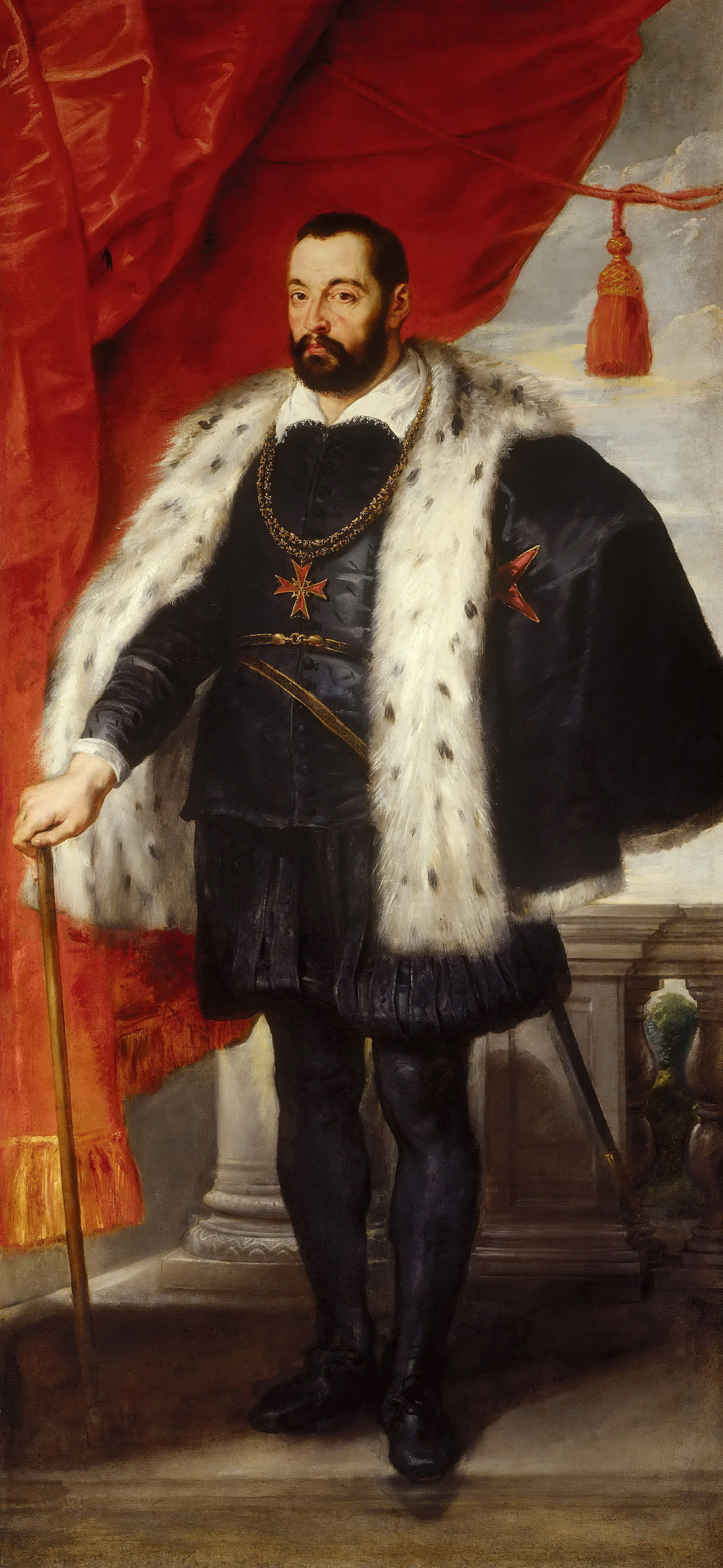
Retrato de Francisco I de Médici

Las tres pinturas restantes son retratos de María de Médici, su padre Francisco I de Médici y su madre Juana de Austria. A cada lado de una de las paredes de la galería, bajo un arco, se hallan los retratos de María y sus padres, con el retrato de su progenitor ubicado a la derecha. Francisco aparece representado portando un manto forrado de armiño con una cruz alrededor del cuello la cual representa la orden toscana de San Esteban fundada por él. Por su parte, el retrato de la madre de María se halla situado a la izquierda. Juana es mostrada luciendo un traje de paño plateado con bordados en oro. Este retrato está basado en un cuadro de Alessandro Allori copiado por Giovanni Bizzelli. Rubens debió haber visto estas pinturas, introduciendo su propio estilo para representar a la madre de María, si bien esta versión es considerada inferior, en la cual destaca la inexpresividad de la modelo. Rubens excluyó la tradicional pose hierática característica del siglo XVI por una interpretación relajada, en la cual figura pañería ordinaria y Juana luce un aspecto débil y enfermo. En contraste, no se conoce ningún modelo empleado para la elaboración del retrato de Francisco, si bien se cuestiona si el artista empleó influencias en lo relativo a la autoridad de ciertas figuras históricas, concretamente las estatuas de Francisco y Fernando I de Médici. Ambos retratos son estilísticamente diferentes y no guardan consonancia con el resto de la galería, luciendo simples en comparación con el retrato de María, ubicado entre ambos. A pesar de que Rubens hizo gran uso de imágenes alegóricas a lo largo de las diversas pinturas de la colección, los retratos de los progenitores destacan por su sencillez y falta de detalle en su ejecución.

## Ciclo de Enrique IV
El encargo original del ciclo de María de Médici incluía una galería dedicada a la vida de Enrique IV la cual nunca llegó a ser completada, si bien Rubens empezó a trabajar en ella poco después de haber completado las pinturas dedicadas a María. El ciclo de Enrique IV debía contar con veinticuatro escenas monumentales de la vida de Enrique representando «los encuentros en los que estuvo involucrado, sus combates, conquistas, y asedios de pueblos con los triunfos de dichas victorias». Las galerías separadas de María y Enrique fueron diseñadas para encontrarse a través de una arcada la cual uniría ambas estancias. Las pinturas de cada galería serían exhibidas como un trabajo integrado, unificando así las cuarenta y ocho escenas.
Parece ser que Rubens no realizó ningún estudio previo para la colección de cuadros de Enrique IV debido a que se encontraba ocupado con las pinturas de María. En una carta, el artista describe el tema como «tan grande y magnífico que sería suficiente para diez galerías». A juzgar por otra afirmación hecha el 27 de enero de 1627, Rubens no se dedicó a realizar muchos estudios antes de esa fecha. De los estudios al óleo ejecutados posteriormente por el pintor solo se conservan nueve, junto con cinco lienzos inacabados. La mayor parte de los estudios representan batallas en las que Enrique estuvo involucrado, como La toma de París. Es importante destacar que las razones por las que el ciclo de Enrique IV quedó inconcluso se deben a los acontecimientos políticos del momento. María de Médici fue expulsada de París en 1631 debido al poder ganado por el cardenal Richelieu sobre Luis XIII. En consecuencia, el proyecto fue abandonado por completo debido a los repetidos retrasos en la aprobación de los planes para la galería por parte de la corte francesa. Richelieu, quien gozaba de poder absoluto, rechazó hablar con Rubens acerca de la terminación de la galería de Enrique bajo el falso pretexto de estar atendiendo asuntos de Estado, cuando en realidad las motivaciones del cardenal eran políticas. En aquel entonces Rubens se encontraba en Madrid preparándose para una misión diplomática en Londres con el fin de acercar a España e Inglaterra, siendo su intervención en partidos políticos opuestos causa suficiente para la objeción de Richelieu, quien estaba buscando activamente un artista italiano para reemplazarle, lo que provocó que Rubens continuase con el encargo solo de manera esporádica. Tras la expulsión de María en 1631, el proyecto quedó definitivamente abandonado.

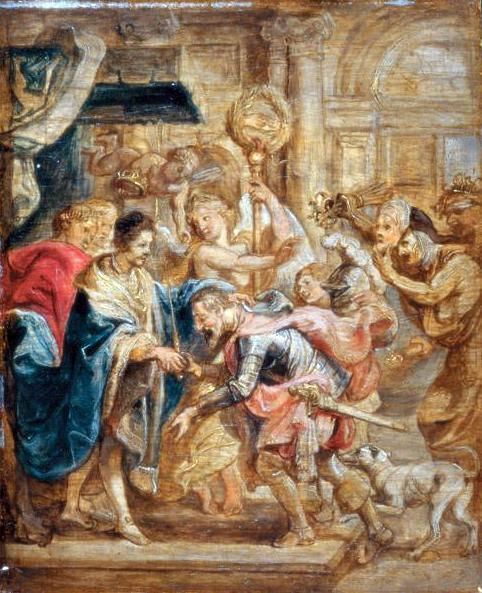
La reconciliación del rey Enrique III y Enrique de Navarra

Un estudio destacado de la colección se titula La reconciliación del rey Enrique III y Enrique de Navarra, un importante acontecimiento ligado al ascenso de Enrique IV al trono tras la muerte del duque de Anjou, hermano de Enrique III, quien no tenía descendencia, debiendo ser aparentemente el heredero Enrique de Navarra (futuro Enrique IV). No obstante, cuando una bula papal le denegó el trono y lo excomulgó, Enrique III se rebeló, dando inicio a la guerra de los tres Enriques. Cuando Enrique III fue condenado al ostracismo por haber intervenido en el asesinato del duque de Guisa, se reunió con Enrique de Navarra con el objetivo de hacer las paces y reconocerle como heredero. Pese a que Rubens representó esta reconciliación como si la misma hubiese tenido lugar en el trono, informes contemporáneos señalan que dicho acontecimiento se produjo en un jardín repleto de testigos. El estudio muestra a Enrique de Navarra inclinándose en presencia de Enrique III, lo que según testigos concuerda con la realidad. Rubens retrató asimismo un putto tomando la corona de Enrique III con intención de colocarla sobre el futuro Enrique IV, si bien la transferencia de poder no tuvo lugar hasta el asesinato de Enrique III meses después. Detrás de Enrique de Navarra se muestra su símbolo personal: un casco de plumas blancas con un perro a los pies representando fidelidad. Las dos figuras siniestras ubicadas detrás de Enrique III representan personificaciones de Fraude y Discordia.
Estaba previsto que el ciclo de Enrique IV mostrase escenas de la carrera militar del rey, lo que hubiera contrastado con la relativa paz mostrada en las escenas de María. La Batalla de Ivry en la pared este de la galería representa el combate decisivo de Enrique para lograr la unificación de París. Principalmente de color gris, el estudio muestra al rey envuelto en seda carmesí destacando como «la más famosa de todas las batallas de Enrique IV». El rey es mostrado en el centro alzando una espada llameante. Su ejército victorioso corre caóticamente detrás de él, con caballos relinchando y jinetes cayendo. Esta pintura se corresponde con el cuadro de la coronación del ciclo de María de Médici.

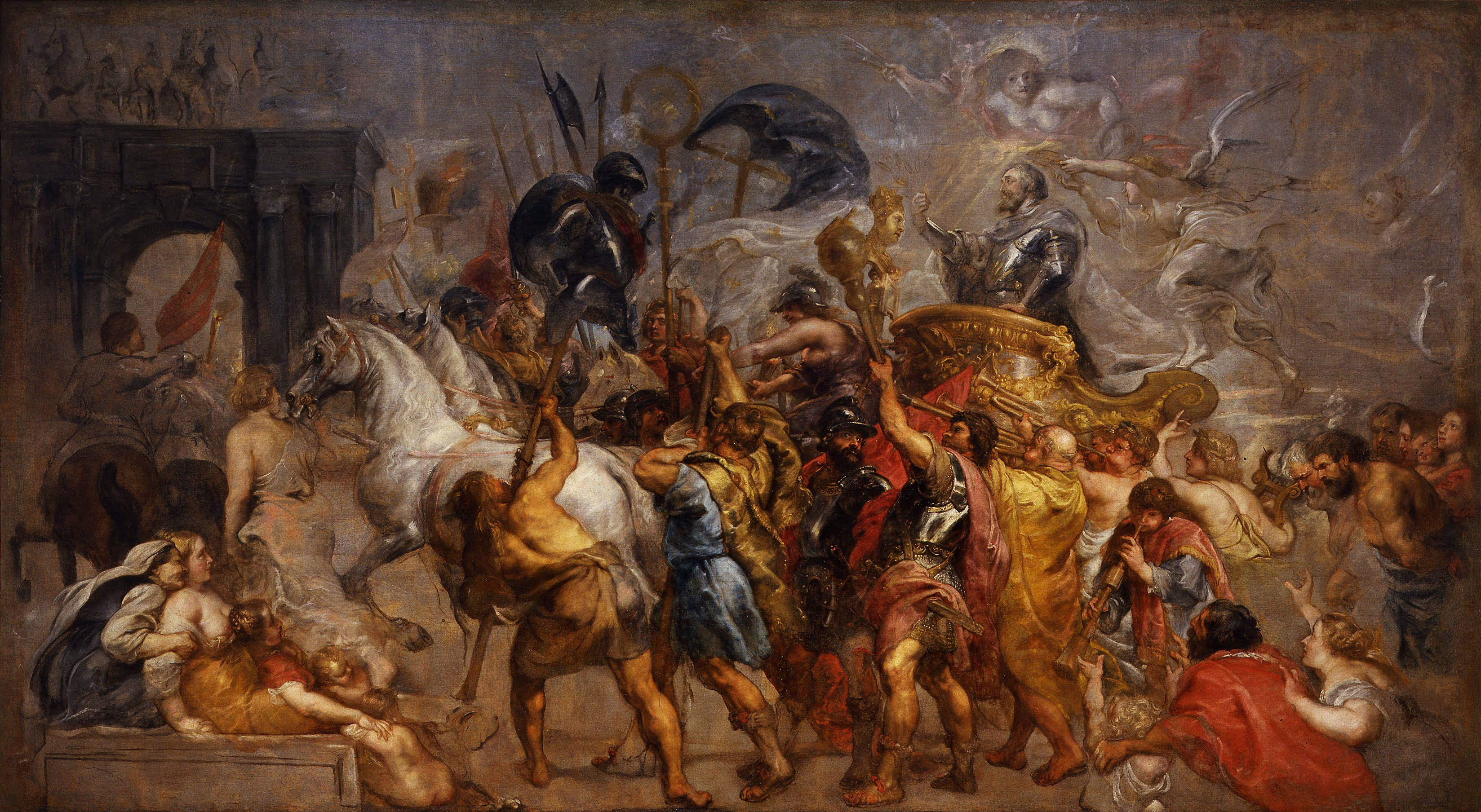
La entrada triunfal en París

La entrada triunfal en París es el punto culminante de la zona norte de la galería. Siendo la última gran batalla del rey, este lugar sirvió como localización óptima. Rubens quería que la obra estuviese situada al final de la galería como una pieza «grande e importante» en un avanzado estado de ejecución. La pintura muestra a Enrique desfilando por París como un emperador romano victorioso sosteniendo una rama de olivo, símbolo de paz. No obstante, debido a que Enrique nunca entró en París de esta forma, esta escena representa únicamente un triunfo simbólico. Las acciones de Enrique y el decorado (los edificios y un arco triunfal) no eran posibles en el París de aquel entonces, por lo que la escena no está basada en un hecho histórico, constituyendo en su lugar una metamorfosis clásica. Este cuadro coincide con la obra La muerte de Enrique IV y la proclamación de la regencia del ciclo de María de Médici.
La Clemencia de Enrique en París se corresponde con la pacífica escena del Olimpo en el ciclo de María de Médici, con la paz terrenal de Enrique y la paz celestial de María. Esta obra, situada al comienzo del muro oeste de la galería, muestra escenas inmediatamente posteriores a la toma de París. El ejército de Enrique expulsa a los rebeldes de la ciudad arrojándolos al río desde un puente. A la izquierda, no obstante, el nuevo gobernante discute una posible clemencia con unos pocos consejeros.